# Albert Marquet
Albert Marquet (27 de marzo de 1875-14 de junio de 1947) fue un pintor francés, relacionado con el fauvismo.

## Vida y obra
Marquet nació en Burdeos. En 1890 se trasladó a París para acudir a la Escuela de Artes Decorativas, donde conoció a Henri Matisse. Fueron compañeros de habitación durante un tiempo, y se influyeron mutuamente. Marquet comenzó sus estudios en 1892 en la École des Beaux-Arts con Gustave Moreau, un artista simbolista que era seguidor de la tradición romántica de Eugène Delacroix.
En estos años, Marquet expuso pinturas en el Salon des Indépendants. Aunque no vendió muchas pinturas, la comunidad artística de París tomó conciencia de su obra. Sus primeras composiciones se caracterizaban por un acercamiento claro y pictórico fauve, en el que tenía un buen control del dibujo y respondía a la luz, no sólo intensificando los tonos más fuertes, sino también viendo los menos fuertes en términos coloristas.

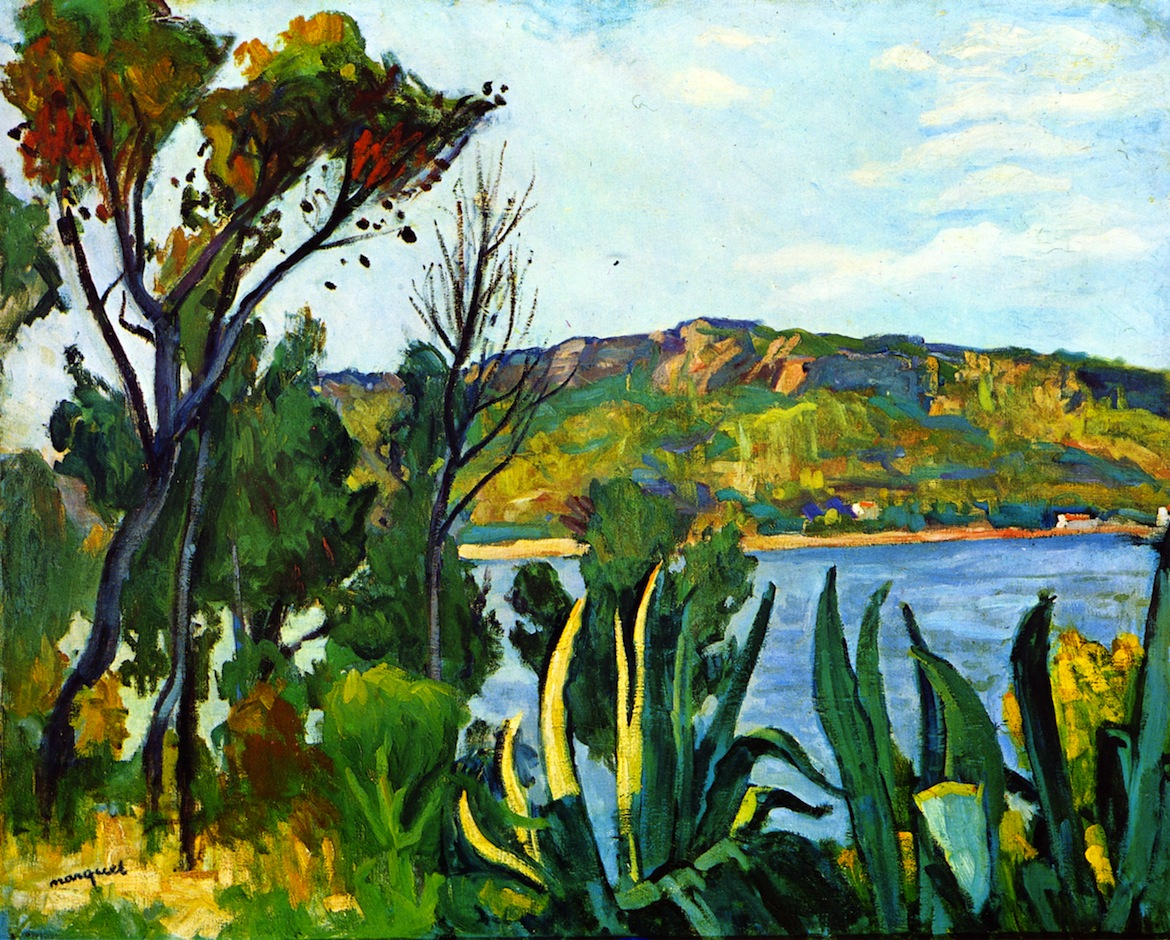
Vista de Agay presentada en el Salón de otoño, 1905, Centro Pompidou.

En 1905 expuso en el Salón de otoño donde sus cuadros se pusieron junto a los de Henri Matisse, Maurice de Vlaminck, André Derain, Othon Friesz, Georges Rouault, Raoul Dufy, Henri Manguin, Georges Braque, Louis Valtat y Jean Puy.
Consternados por el intenso colorido de estos cuadros, los críticos reaccionaron llamando a estos artistas «fauves», esto es, bestias salvajes. Aunque Marquet pintó con los fauves durante muchos años, usaba colores menos intensos y violentos que ellos, y enfatizó los tonos menos intensos mezclando complementarios, pero siempre como colores, y nunca como grises.
A finales de 1907 permaneció en París y se dedicó, junto a Henri Matisse, a una serie de vistas urbanas. La diferencia fundamental entre los dos es que, mientras Matisse usó colores fuertes, Marquet prefería amarillos mates, violetas apagados o azules. El negro lo usa normalmente como un contraste violento a los colores claros para formas como troncos de árboles desnudos o gente dibujada de forma caligráfica en contraste con calles y aceras a menudo amarillas o naranjas, muy claras. Otra diferencia es que Marquet usó una aproximación a la perspectiva tradicional, aunque sus colores y composiciones constantemente se referían al rectángulo y cortaban su plano con su caligrafía.
Desde 1907 hasta su muerte, Marquet alternó entre trabajar en su taller en París y muchas partes de la costa europea y en el Norte de África. Se dedicó sobre todo a Argelia y Argel así como Túnez. En sus viajes pintó el mar y los barcos, pero también las luces y la animada vida de la ciudad, especialmente de las ciudades ribereñas como Argel.

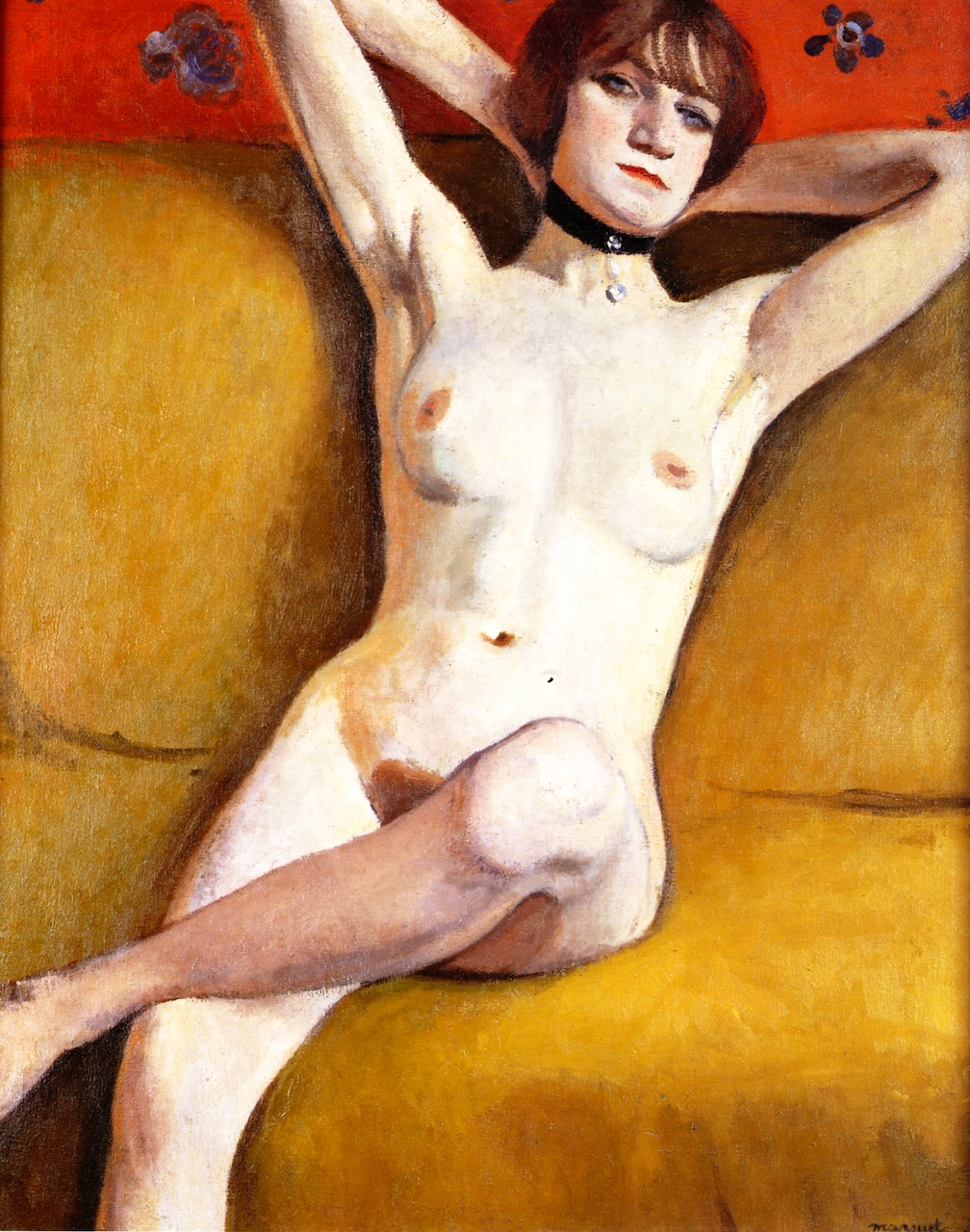
Desnudo sobre el diván, 1912, Centro Pompidou.

Entre las ciudades europeas que impresionaron especialmente a Marquet cabe citar Nápoles y Venecia donde pintó el mar y los barcos, acentuando la luz sobre el agua. Adoptó una técnica muy diferente de la de los impresionistas, pintando el agua como una zona amplia de un solo tono lo que hacía que el plano de la superficie del agua quedara sin perspectiva ilusionística, de la que los barcos se alzan en un plano diferente. Sus vistas de la laguna de Venecia hacen esto de manera muy económica. El agua permanece en un ángulo recto con respecto al plano del cuadro y los grandes barcos flotan fácilmente, con sus reflejos exactamente en el tono correcto para proyectar el lugar adecuado. Su color es muy parecido al de Matisse en los años 1920, aquí. Sus contrastes de vívidos colores describen las olas del mar con un simple dibujo que acompaña a los tonos de color observados con exactitud, dando a la escena de movimiento plácido. Las figuras humanas están muy simplificadas, dibujadas caligráficamente en una forma que recuerda al estilo japonés Shijo. Se dice que Matisse le llamaba «nuestro Hokusai».
Durante sus viajes a Alemania y Suecia pintó los temas que normalmente prefería: vistas de la orilla del mar y de los ríos, puertos y barcos, pero también paisajes urbanos. A lo largo de su carrera a menudo regresó a los mismos temas, incluso años más tarde, tomando nota de ligeras diferencias de luz. Pintó unos pocos retratos, y entre 1910 y 1914 pintó una serie de desnudos en prostíbulos, y preparó la ilustración de una obra sobre amantes lesbianas. Pero es conocido, sobre todo, por sus muchos paisajes.
A diferencia de Matisse, no hay periodos obvios de cambio en su obra. Hacia el final, fue uno de los amigos más cercanos de Matisse, y discutían la obra de cada uno de una manera muy franca. Su muerte fue inesperada y repentina, de un ataque de vesícula biliar y el cáncer que posteriormente se descubrió, para el que por aquel entonces no había terapia. Marquet murió en París el 14 de junio de 1947.

## Comienzos

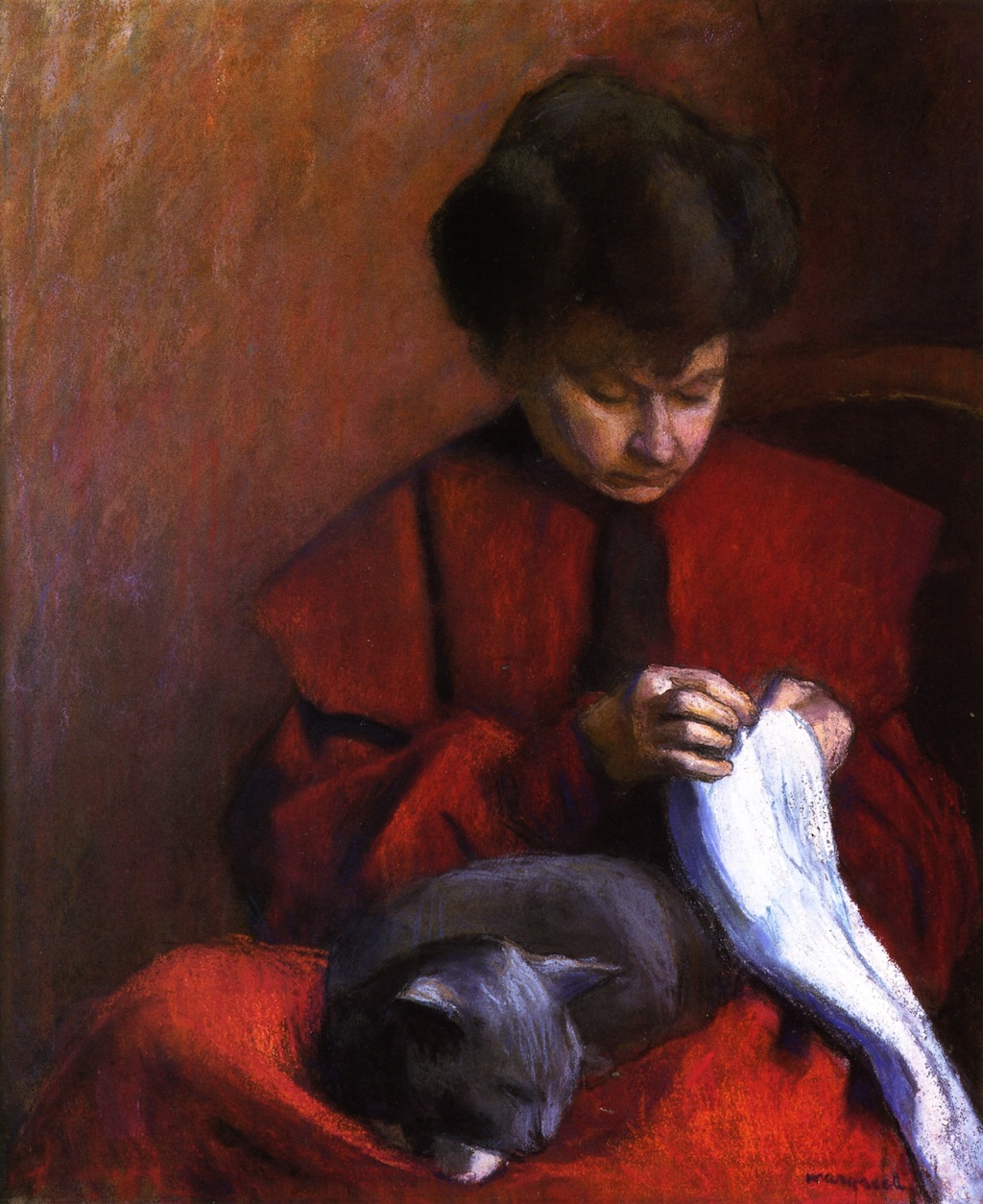
La madre del artista pintada por él hacia 1905-1906 (pastel sobre papel, 61 × 50 cm, Musée des Beaux-Arts de Bordeaux.

Tras una infancia difícil, sus estudios en diversas escuelas de arte parisinas le acercaron a la efervescencia posimpresionista y a quienes serían sus más entrañables amigos. La vida no fue fácil para un joven artista sin recursos.
De temperamento más secreto que solitario, Marquet de niño parece haber encontrado en dibujar una salida a “su sufrimiento íntimo”.

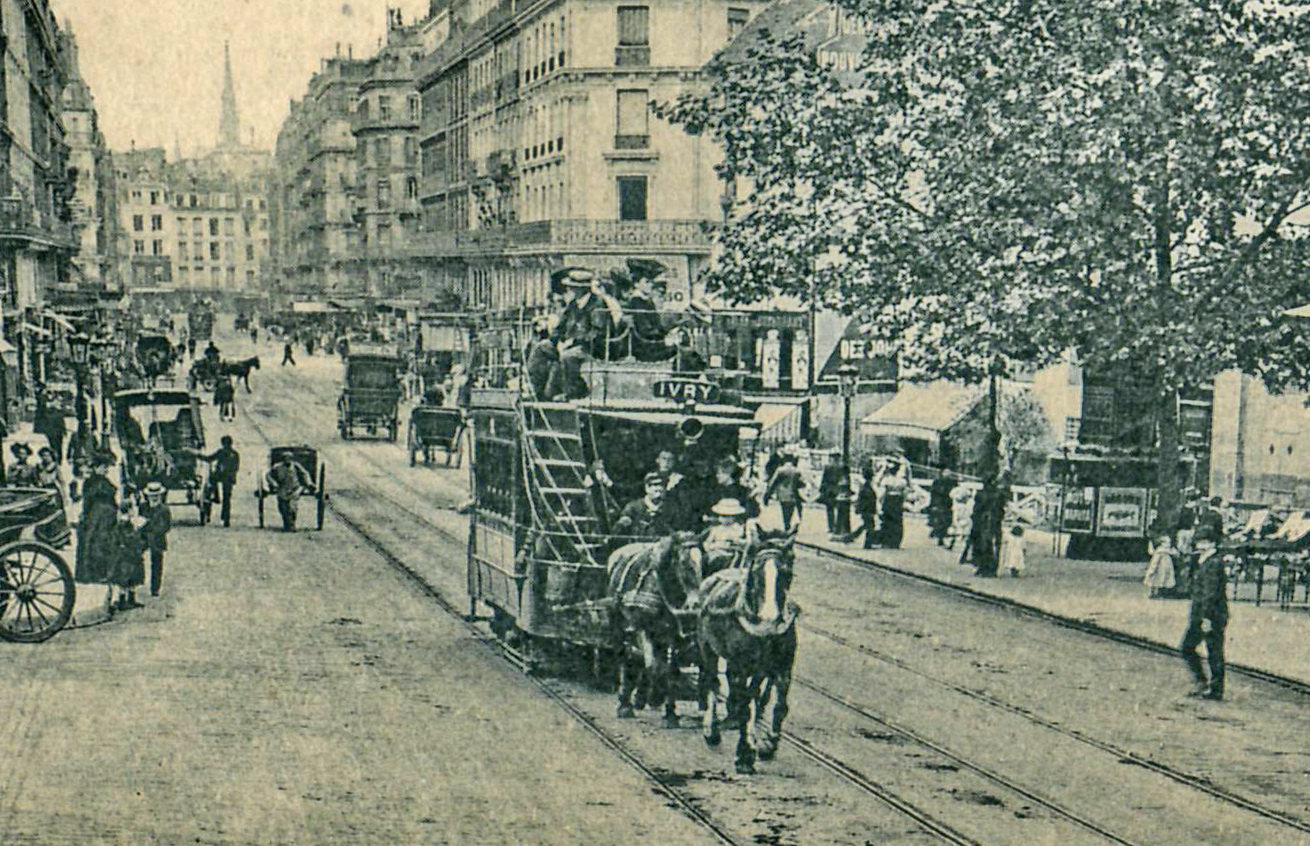
PARIS - La rue Monge a comienzos del siglo XX

Su infancia no fue fácil, sobre todo aquejado de un pie zambo que le estorba para correr y le hace ser objeto de burlas en el patio de la escuela. Su miopía, además, no se corrige. Se escapa al espectáculo animado del puerto de Burdeos y de la cuenca de Arcachon durante las vacaciones familiares en Teich o Arès (el pueblo de su madre). "Había sufrido mucho por no ser como los demás", asegura su mujer, que también insiste en las dificultades materiales del hogar: el puerto era para él un verdadero refugio, deslizándose entre los toneles o los fardos de mercancías para ver llegar y partir de los barcos, le daba la impresión de vivir sus únicos momentos plenos y verdaderos. De ahí sin duda, además de recuerdos emotivos ligados a su madre, viene su fascinación por el agua, los barcos y los muelles.
Tanto menos inclinado a estudiar cuanto que sus maestros lo tomaban por tonto, el niño escondía sus cuadernos de dibujo y se aislaba en paz a dibujar. Su madre juzgando que tiene algunas disposiciones, decide apoyarlo en esta dirección. André Rouveyre rendirá luego homenaje a la devoción de esta madre cuya bondad y delicadeza Matisse también apreció.
En 1890, en contra de los consejos de su marido, que no podía dejar su trabajo y apenas creía en el talento de su hijo, se trasladó a la capital con el adolescente, abriendo gracias a la venta de un terreno una tienda en el n.º 38 de la rue Monge, “Jours et Broderies”. Ambos viven en el quinto piso del mismo edificio. Inscrito en la Escuela de Artes Decorativas, Albert conoció a Geo Dupuis, Marcel-Lenoir y, sobre todo, en octubre de 1892, a Henri Matisse. Este último, cinco años mayor que él, tomó bajo su ala al joven provinciano acomplejado, burlado por su acento y apodado "el inglés" por sus flamantes lentes: fue el comienzo de una larga amistad artística y de una amistad inquebrantable a pesar de períodos de distanciamiento, como lo demuestran unas 200 cartas entre ellos.
Matisse y Marquet abandonaron “las artes decorativas” cuando se unieron, uno tras otro y aparentemente no sin dificultad, a las Bellas Artes de París. Desde 1895 hasta su muerte en 1898, siguieron sin restricciones las enseñanzas de Gustave Moreau. El viejo simbolista, venerado por sus alumnos, se definía a sí mismo como un “transeúnte”: buscaba resaltar su personalidad animándolos a trabajar la técnica y les aconsejaba observar el espectáculo de la calle - un método de dibujar luego en boga - así como a codearse con los grandes maestros. Marquet va regularmente al Louvre para copiar cuadros de Tiziano, Poussin, Veronese, Lorrain o Chardin.
En el estudio de Moreau, él y Matisse se vinculan con Henri Manguin y especialmente con Charles Camoin con el que permanecerán unidos hasta el final de sus vidas. Menos durará la camaradería con los demás (Jules Flandrin, Louis Valtat, Henri Evenepoel, Simon Bussy o Georges Rouault), aunque hayan pasado las tardes arreglando el mundo en el Café Procope. Después de un breve paso por el curso de Fernand Cormon y luego por la célebre Académie Julian, Marquet y Matisse asistieron a la academia privada Camillo, en la rue de Rennes, donde recibieron consejos de Eugène Carrière, uno de los pensadores del arte social, que buscaba popularizar la educación artística; allí conocen a André Derain, Pierre Laprade, Jean Puy y Maurice de Vlaminck.
A partir de entonces Marquet nunca dejó de recorrer la ciudad dibujando y pintando en pequeño formato vistas del Sena, los muelles, los puentes. Empieza a vengarse de la vida, analiza Françoise Garcia en un artículo en el que vincula sus elecciones estéticas a su rabia reprimida, y que titula tomando prestada esta afirmación de él: «A los 20 años estaba dispuesto a hacerlo explotar todo».

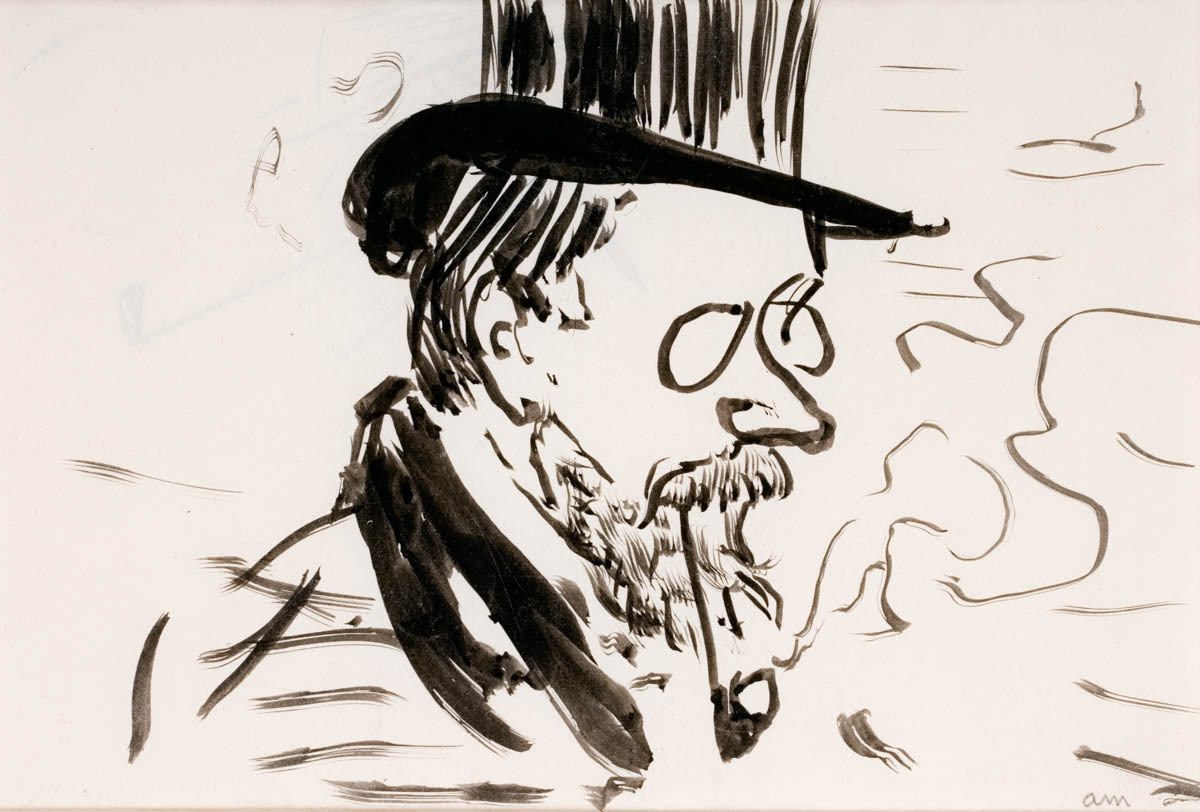
Marquet - Matisse con sombrero de copa (c. 1900, tinta china sobre papel, 36,5 × 27,5 cm, museo André-Malraux).

## Bohemia con Matisse
Marquet compartió con Matisse diez años de aprendizaje y de pobreza. Ambos fueron discretos en el atardecer de sus vidas sobre esta juventud donde se apoyaron en una miseria que Matisse, ya casado y padre de familia, ocultó bajo una fachada respetable. “No teníamos ni para pagar una cerveza”, dijo en 1925. Marquet estaba en tal miseria que un día me vi obligado a reclamar los veinte francos que le debía un cliente. Matisse recuerda que, entre otras tareas relacionadas con su manutención, habían sido contratados antes de la Exposición Universal de 1900 para "cepillar las guirnaldas de los techos del Grand Palais", una tarea agotadora y mal pagada. También parece ser el origen del rumor de que Marquet se habría aficionado a pintar en gris porque no tenía dinero para comprar otros colores, en particular amarillos y rojos de cadmio.
A pesar del carácter gruñón de su padre Joseph Marquet que, una vez jubilado, se unió a su esposa e hijo, Albert siguió a sus padres en sus mudanzas a la Avenue de Versailles (1903) y después al Quai des Grands-Augustins (1905). Cuando su padre murió en 1906, se mudó con su madre a la Place Dauphine. Aparte de algunos retratos de quienes lo rodeaban —como el de un primo que se quedó con ellos un tiempo y ayudaba con la mercería—, pintaba lo que veía desde las ventanas, lejos de los curiosos. Cuando puede, alquila una habitación de servicio o un hotel como taller: desde el n.º 25 del quai de la Tournelle, en 1902 emprende la representación de las vistas nocturnas de Notre-Dame, además de puentes y muelles; desde el n.º 1 de la rue Dauphine en 1904 persiguió sus puntos perspectivas sobre el Sena; una habitación ocupada durante unos meses en el Quai du Louvre, en 1906, le ofreció un panorama desde la Torre Eiffel hasta la Île de la Cité. Desde el apartamento de sus padres, representa el Quai des Grands-Augustins y, a veces, a la izquierda, el Pont Neuf y el Louvre, a veces, a la derecha, el Pont Saint-Michel y la catedral. Los muestra en todos los tiempos y bajo todas las iluminaciones. Sin duda se inspiró en la serie de las Catedrales de Rouen de Monet que Paul Durand-Ruel expuso en 1904.

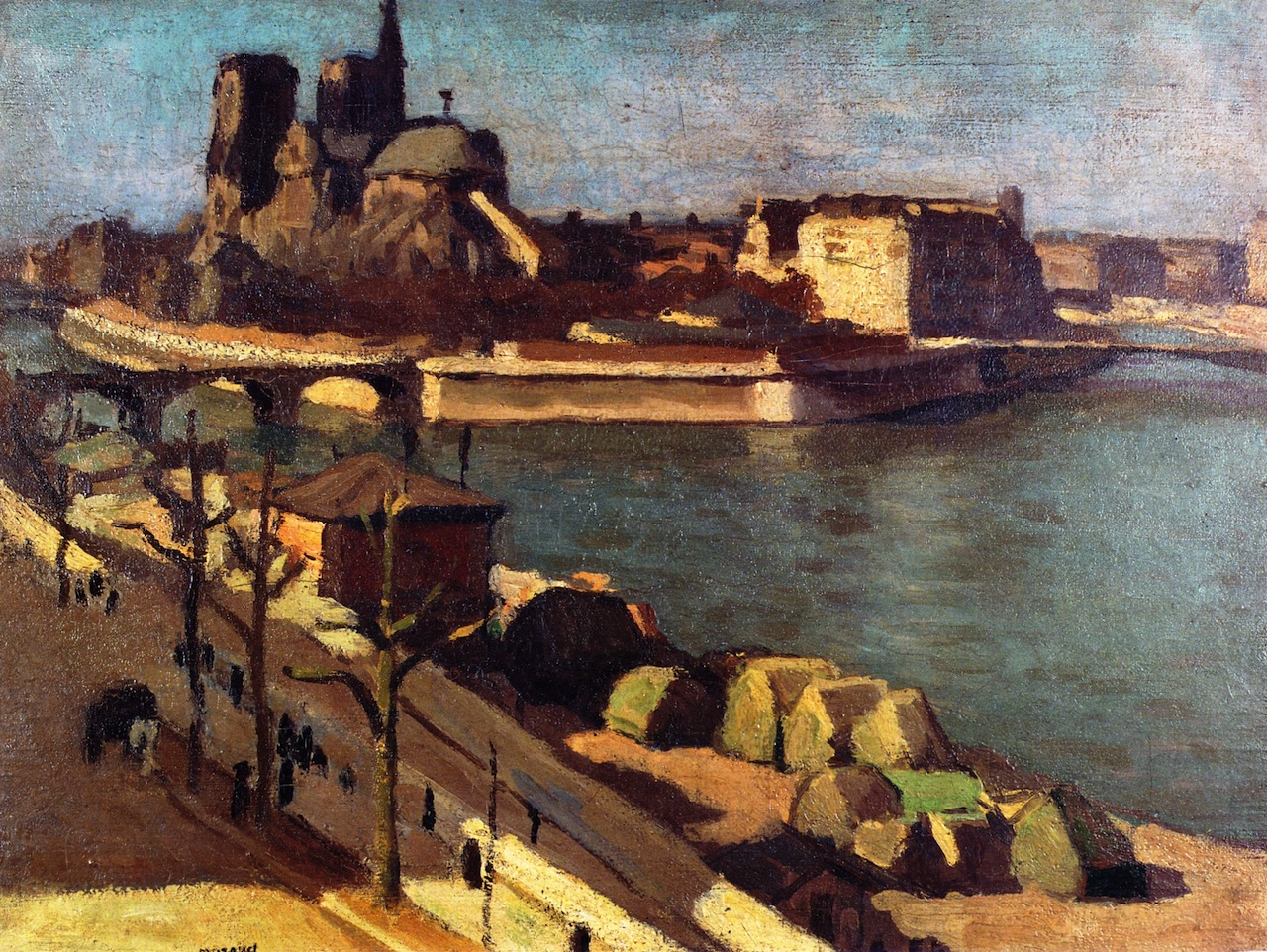
La Seine et le chevet de Notre-Dame (1902, huile sur toile, musée d'Art moderne de Troyes.)
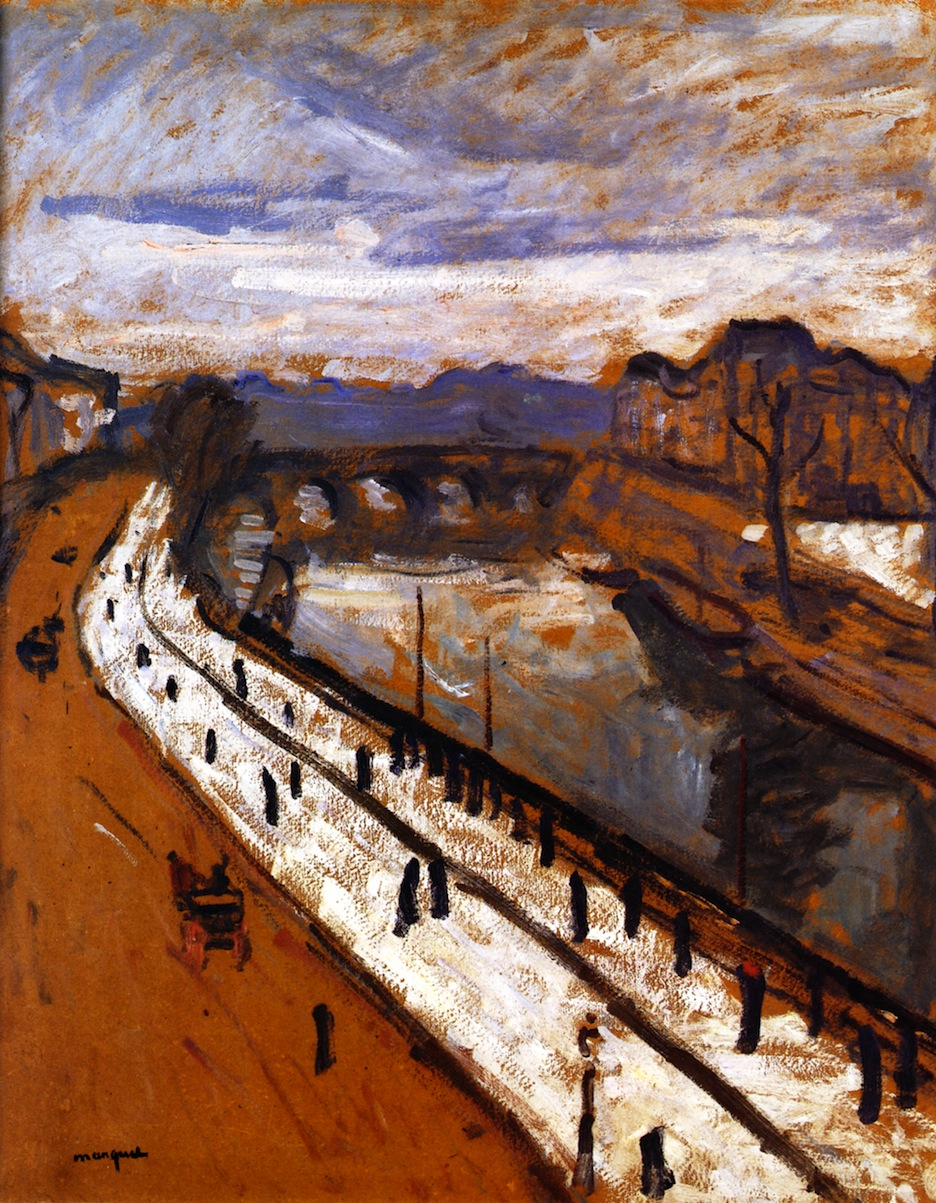
Le Quai des Grands Augustins (1905, huile sur carton, musée national d'Art moderne).
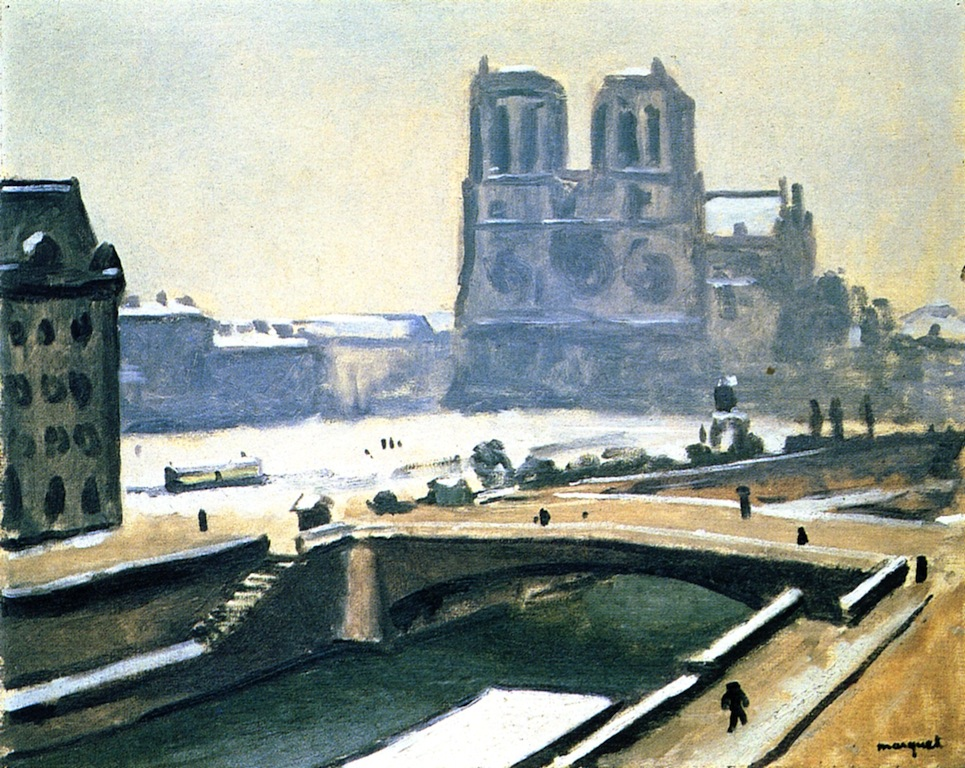
Notre-Dame sous la neige (1905, huile sur toile, musée des beaux-arts de Lausanne).
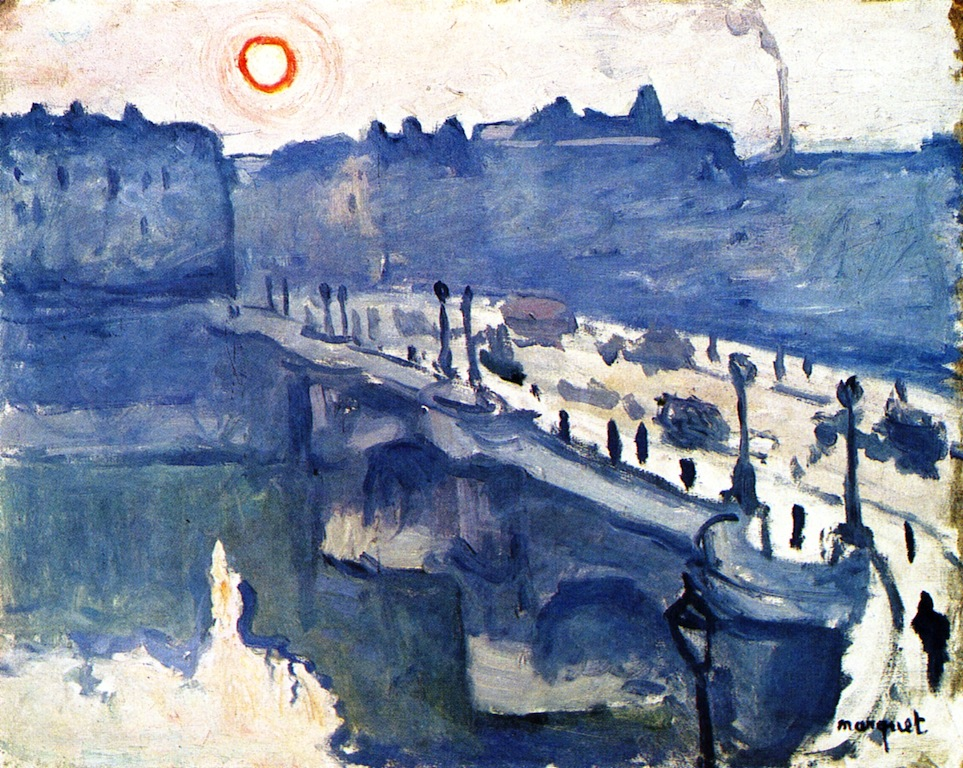
La Seine au Pont-Neuf, effet de brouillard (v. 1906, huile sur toile, musée des Beaux-Arts de Nancy).
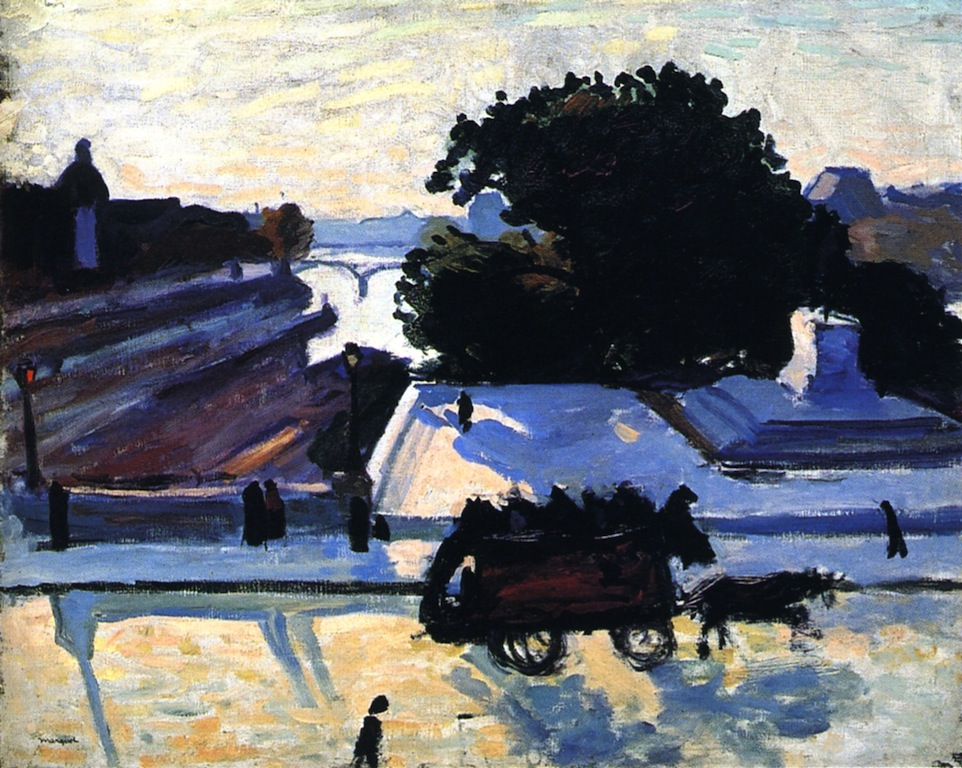
Le quai du Louvre et le Pont-Neuf à Paris (1906, huile sur toile, Hermitage)

Durante este período, Marquet y Matisse todavía trabajan codo con codo, en clase, en los Jardines de Luxemburgo, en Arcueil, en Saint-Cloud. Realizados a veces en colores pastel pero con colores vivos, sus paisajes de principios de siglo muestran su común admiración por Cézanne. Marquet no se queda quieto y siempre arrastra a Matisse al exterior. Intentan captar lo más rápido posible escenas callejeras, personajes en pleno movimiento: barcazas, taxis, ciclistas, transeúntes apurados, lavanderas, cantantes de café-concierto, bocetos que Marquet reserva para animar sus cuadros. Destacó en estos ejercicios en blanco y negro donde contaba la economía del gesto y la certeza de la línea: Matisse lo comparó más tarde con los “locos del dibujo” japoneses, con Hokusai en particular. Ambos se encuentran también en casa de Henri Manguin, el único que tiene un taller donde varios de ellos comparten los gastos de un modelo: hasta que Manguin lo deje para irse a Neuilly, todos los artistas destacados de principios del siglo XX habrán frecuentado su casa en el 61 de la rue Boursault, en el distrito 17. Lienzos de 1904-1905 en los que se pintan unos a otros mientras pintan dan testimonio de la emulación que hizo de este lugar uno de los crisoles del fauvismo.

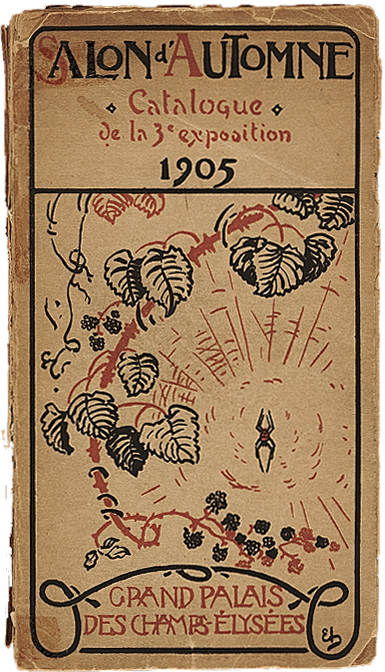
Portada del catálogo del Salon d'Automne de 1905.

## Bajo el fauvismo
El protagonismo de Matisse en el movimiento fauvista eclipsó al de Marquet, que se integró en él sin comprometerse del todo. Entre todas las corrientes del posimpresionismo, el fauvismo surge a principios del siglo XX para extinguirse en la década de 1910, no sin haber revolucionado el enfoque cromático de la pintura. Junto con otros, varios exmiembros del estudio de Gustave Moreau, con Matisse y Marquet a la cabeza, disintieron en 1898 de las reglas académicas desarrollando los siguientes principios: formas simplificadas, colores puros divididos y aplicados en áreas planas, separación de la realidad, más violenta que la de los Nabis de la década anterior.
A partir de 1901, Marquet expuso con los demás en el Salon des Indépendants, y Claude Roger-Marx pronto aclamó su “creciente autoridad” entre estos poderosos coloristas inspirados tanto en Cézanne como en los viejos maestros. Ya en 1902, Berthe Weill abrió su galería en la rue Victor-Massé a los "alumnos de Gustave Moreau", empezando por Matisse y Marquet Al igual que Eugène Druet, se interesó por los fauves incluso antes de que se ganaran su apodo en el Salón de otoño de 1905. Ese año, en la sala VII del salón, que desde hacía dos años ofrecía su oportunidad a los jóvenes artistas, aparecen cinco lienzos de Marquet entre los de Matisse, Derain, Vlaminck, Manguin y Camoini. Las formas y sobre todo los colores causaron escándalo: Camille Mauclair tenía la impresión de que eran “una lata de pintura arrojada a la cara del público” y Marcel Nicolle de “juegos bárbaros e ingenuos” de niños; Louis Vauxcelles, mejor dispuesto, habla sin embargo de una “orgía de tonos puros” y compara una estatua de Albert Marque colocada en medio de la sala con un “Donatello entre las bestias”.
Consciente como sus compañeros de que necesitaban visibilidad, Marquet se sumó a todas las exposiciones y a todos los comités organizadores. Sin embargo, no siguió a Matisse en sus exploraciones divisionistas junto a Paul Signac y André Derain, ni en su conceptualización del color como vector de expresividad. Marquet, que mantiene un enfoque realista, está más apegado a líneas y valores. Pintar a la manera fauvista consiste para él en utilizar tonos puros oponiendo, según Roger-Marx, "una resistencia sorda a lo que es un poco forzado y sistemático en la exaltación colorista que cultivan sus camaradas". Fue criticado por “un fauvismo sosegado capaz de agradar al público en general” (Gustave Coquiot), y a los que les gustaban “los grandes felinos transformados en gatos domésticos” (Tériade).
Según un comentario quizás excesivo de Vauxcelles, Marquet había entrado en la “cage aux fauves” “para no perder a sus amigos […], estando su estética en las antípodas de la de ellos”. No obstante, está “inscrito para siempre en el movimiento”.

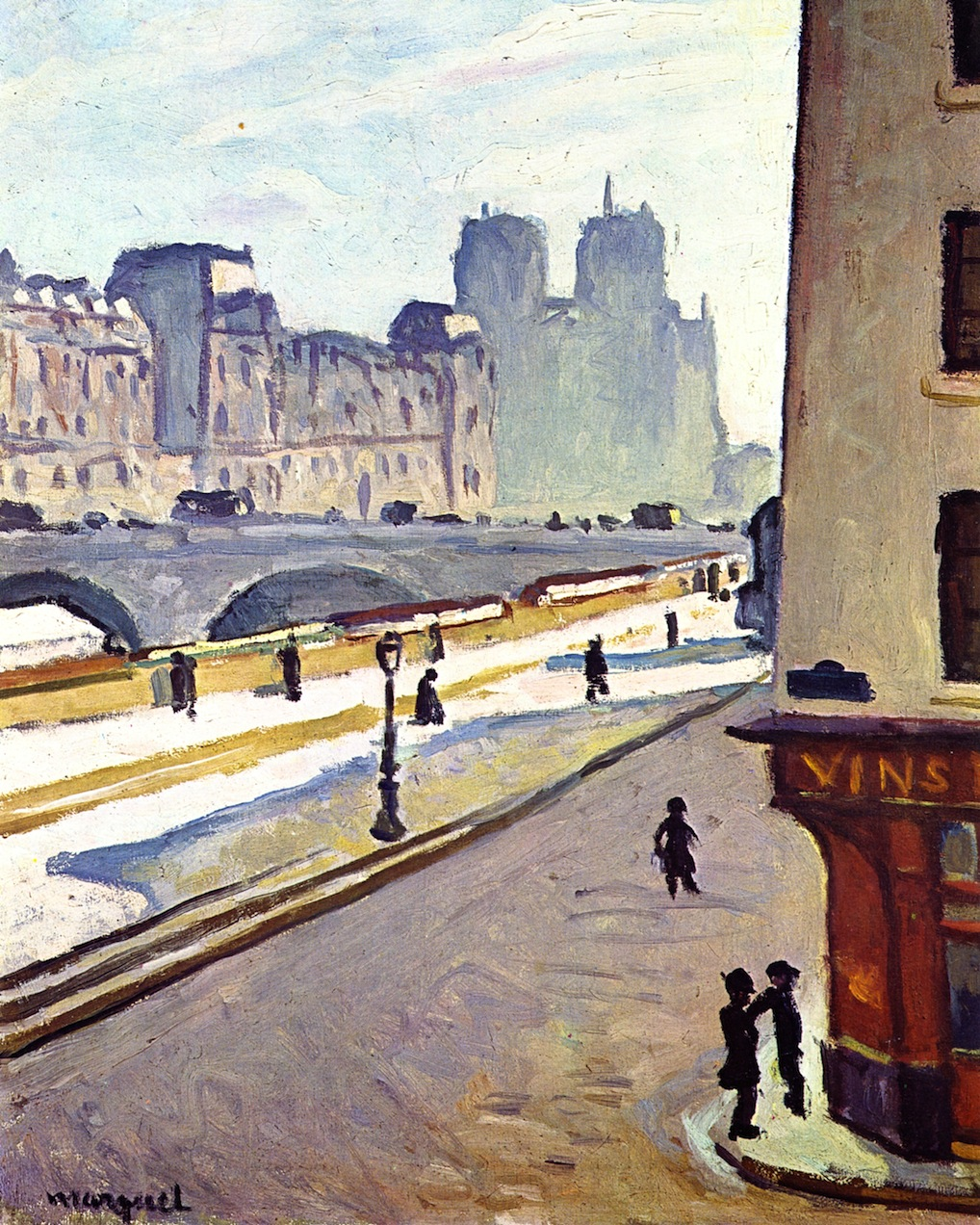
Notre-Dame (1904, óleo sobre lienzo, 73 × 60 cm, Museo de Bellas Artes de Pau).

## Tendencias personales

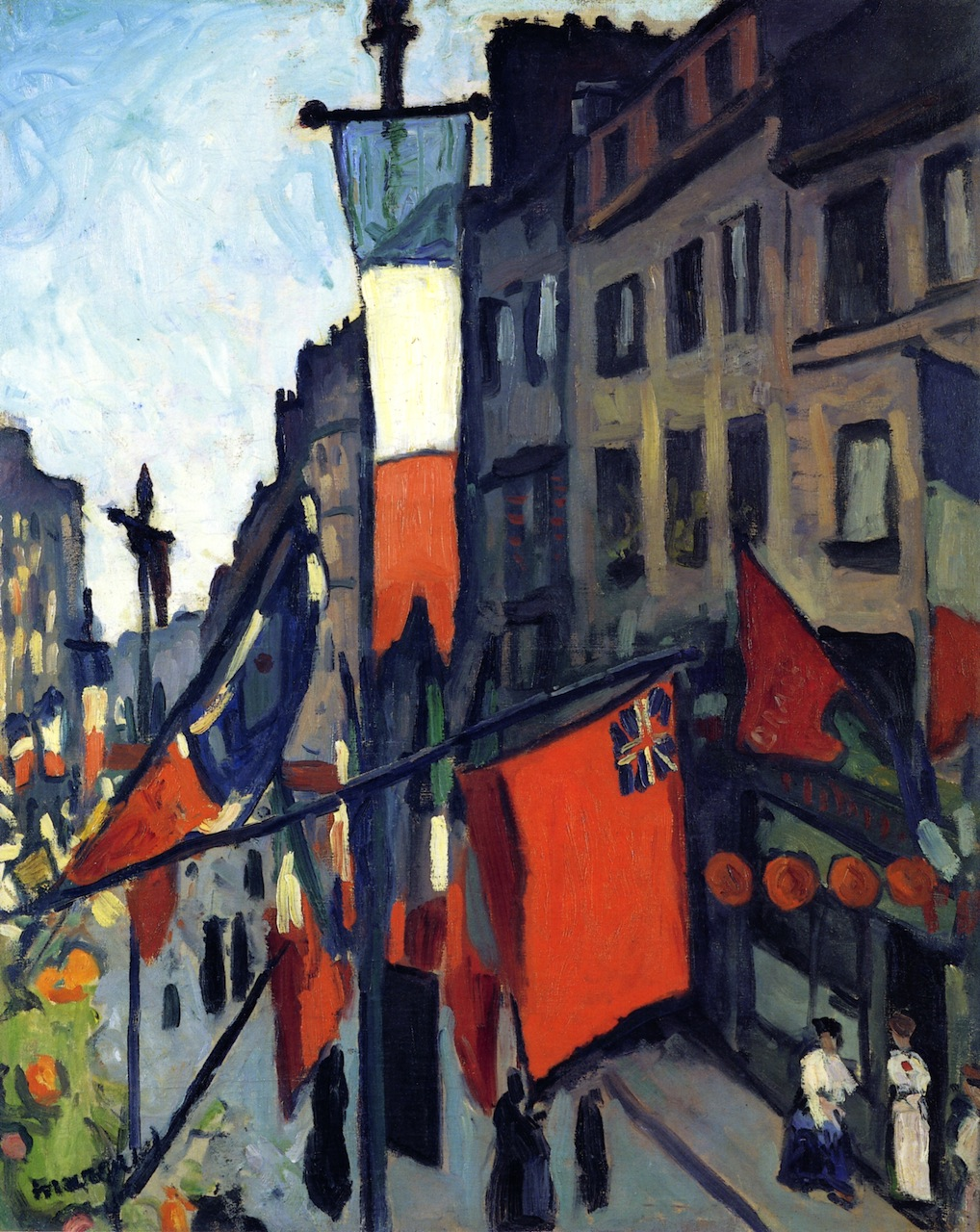
14 de julio en Le Havre (1906, óleo sobre lienzo, 80 × 64 cm, museo Albert-André).

Rebelde pero discreto, Marquet demostró su independencia con sus propios silencios, manteniéndose cerca de sus amigos. Lo mismo ocurre con sus vínculos con el fauvismo así como con su atracción por el japonismo, visible a través de su concisión formal o su perspectiva a vuelo de pájaro. Asimismo, estuvo sujeto a la influencia difusa de los círculos simbolistas teñidos de anarquismo, a través de sus maestros Gustave Moreau y Eugène Carrière, sus mayores Odilon Redon o Félix Vallotton, o incluso sus amigos Maximilien Luce, Félix Fénéon, George Besson. Sobre todo mantiene la idea de una pintura espontánea, sin filtros, que se aleja de la cultura clásica y de las elaboraciones conceptuales para mantenerse lo más cerca posible de la realidad y la emoción.
Refractario a toda autoridad sin ser militante, Marquet forjó estrechos vínculos con los círculos libertarios de los años 1890-1900, lo que no le impidió incorporarse a una izquierda antifascista más tradicional durante el período de entreguerras. Aunque nunca expresó claramente sus opiniones, “tiene un lado que es ni dios ni amo, ni jurado ni recompensa”, resume Sophie Krebsk. El crítico de arte Emil Szittya no le atribuye el radicalismo político de un Besson o un Fénéon, sino una mirada cuya benevolencia teñida de ironía emana, según él, del mismo humanismo. Apollinaire también dijo de Marquet en 1910: “Este pintor mira la naturaleza con bondad. Hay en él un poco de la dulzura de san Francisco."
Desde el cambio de siglo, Marquet comenzó a tomar vacaciones fuera de París, en casa de familiares o amigos, por falta de dinero. En 1903 se quedó en Normandía con Henri Manguin y su familia, antes de recorrer la región en su compañía, desde la Falaise hasta Flamanville. El verano siguiente se quedó en París para perfeccionar una serie de dibujos destinados a ilustrar Bubu de Montparnasse, una novela de Charles-Louis Philippe, a quien pudo haber conocido en 1901 en La Revue blanche: estas ilustraciones, nacidas de sus paseos por los bulevares, son rechazadas por el editor con gran decepción de Marquet y del escritor.

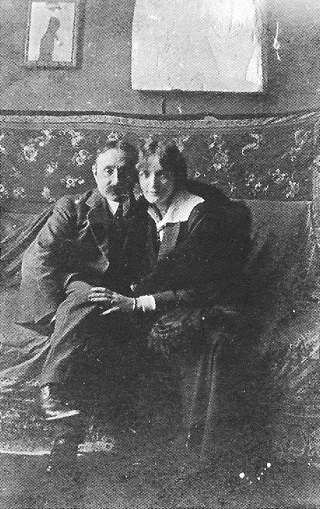
Albert Marquet y Yvonne hacia 1910, quai Saint-Michel.

Fue en 1905 cuando el pintor descubrió la Costa Azul. Siguiendo la costumbre de ciertos artistas -como Gauguin y Van Gogh- de ir a trabajar al Sur en comunidad, Henri Manguin alquila una villa cerca de Saint-Tropez. Marquet prefiere un pequeño hotel en el puerto donde pasa más tiempo en el café que pintando. Charles Camoin le acompaña, así como a las prostitutas del bar de Roses, que posan para él en alguna ocasión. Marquet partió después hacia Niza y Menton, luego volvió para ver Cassis, Agay y Marsella. Toda su vida se sintió en su elemento en medio del bullicio del puerto de Marsella y sus alrededores.
Siempre atraído, como los impresionistas, por las aguas y las luces de Normandía, se unió a Raoul Dufy en Le Havre en julio de 1906: desde el balcón de su hotel, pintaron las calles y casas engalanadas para la fiesta nacional y montaron sus caballetes en la playa de Sainte-Adresse; en agosto fueron a Honfleur, Trouville, Fécamp y Dieppe.
Los años 1905-1906 marcaron un punto de inflexión por el que Albert Marquet empezó a darse a conocer y salió de sus apuros económicos. El Estado, que le compró Les Arbres à Billancourt en 1904, lo volvió a hacer al año siguiente con Notre-Dame, soleil y en 1906 con Le Port de Fécamp. Invitado ese año por el historiador del arte Elie Faure a participar en el Salón Belga de La Libre Esthétique, Marquet le recomendó a su amigo Matisse. Al margen de las ferias, los galeristas Berthe Weill, Eugène Druet y Bernheim-Jeune lo exhibieron entre otros. Un contrato de exclusividad firmado con Druet en 1905 y renovado en 1906 lo protegía de pasar necesidad.
Marquet ahora puede viajar más lejos, a menudo con amigos y visita de manera curiosa los mismos lugares que Matisse antes o después de él. El resto del tiempo pinta y su notoriedad aumenta. Participó en exposiciones tanto en París como en otras capitales, incluso durante la Primera Guerra Mundial cuando fue desmovilizado: “Sigue pintando. Nadie, en este campo, puede reemplazarte”, declara el coleccionista Marcel Sembat a Matisse y Marquet. Esta década es también la de su romance con Yvonne, su modelo favorita. Albert Marquet no trabaja incansablemente: le gusta divertirse y tiene una ajetreada vida social.

## Relación con Yvonne y periodo de guerra
En 1908 se hizo cargo del arrendamiento del pequeño apartamento-taller (un apartamento-cocina de dos habitaciones) que Matisse había dejado libre frente a su casa, en el quinto piso del 19 del quai Saint-Michel.Matisse volvió al cuarto piso del edificio en 1914. Hasta la Primera Guerra Mundial frecuenta las clases de dibujo en la Académie Ranson en las que Marquet a veces se aburría cuando Matisse y, por ejemplo, Juan Gris se lanzaban a discusiones abstractas sobre arte. Menos serio que el mayor –que sin embargo todavía se preocupa por su juicio– se deja distraer y tentar más fácilmente, según sus propias palabras, por los placeres de alguna “libertina” poco respetable frente a Amélie Matisse. En Marsella en particular, frecuenta burdeles con Camoin o George Besson. Yvonne le fue presentada en mayo de 1910 por Francis Jourdain y su amistad tomó un giro verdaderamente íntimo a partir de 1917, para acabar con la muerte de Marquet. Ambos lograron involucrar a Matisse en sus escapadas al sur en 1915 y 19170.

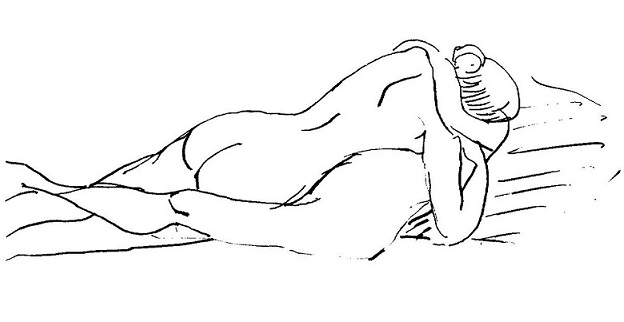
Marquet - Académie des Dames

Durante el invierno de 1908-1909, Marquet vuelve al estudio del desnudo, descuidado desde sus años escolares, jugando con colores más suaves y sombras que enmascaran parcialmente las formas. Entre sus modelos, Ernestine Bazin, conocida como Yvonne, es una joven vivaz y atrevida que sabe cómo hacerlo reír. Aunque él no parecía tener mucho amor por ella y sus amigos no la tenían en alta estima, permanecieron juntos hasta 1922 – Aunque Marquet también conservó su libertad. Ella le inspiró en lienzos cuyo erotismo frontal en el que brilla el deseo del pintor a través de rupturas con las poses más convencionales de los modelos académicos.
Al mismo tiempo, Marquet extrae de las payasadas a las que asiste en los burdeles —hombres y mujeres o mujeres juntas— algunos cuadros (Les Deux Amies) y una serie de dibujos eróticos más o menos crudos, realizados a tinta hasta la década de 1920. Estos alimentan las veinte estampas de L'Académie des dames, publicadas en 1930 con un poema de Verlaine, así como otras colecciones que circulan más o menos en secreto.
Marquet todavía pintaba algunos retratos de familiares por esta época pero prefería con mucho el espectáculo estimulante e infinito que le deparaban sus paseos o lo que veía desde sus ventanas. Enamorado de París, le gusta soñar despierto a orillas del Sena o en las terrazas de los cafés. Matisse le reprocha esta ociosidad aunque sabe que el artista siempre está al acecho detrás del flâneur.
Marquet jugaba al billar y al ajedrez disputándo interminables partidas con Camoin. El 21 de marzo de 1914 tuvo lugar un baile de disfraces memorable en el estudio de Van Dongen en Montparnasse: “Los disfraces son obligatorios para los hombres. A las mujeres se les pide que estén hermosas y con poca ropa”, decía la tarjeta de invitación. George Besson recuerda, entre la multitud de artistas, escritores, actores, deportistas o individuos turbios a, "Matisse, Marquet y Camoin, vestidos como papas barbudos, bailando al estilo cosaco, vociferando y quitándose los vestidos para aparecer con jerséis rosas con mechones de cabello arbitrariamente distribuidos, y […] inscripciones que designan enfermedades atroces”.
Marquet tenía treinta y nueve años cuando se declaró la guerra: fue movilizado y luego desmovilizado por motivos de salud. Vivió la angustia del otoño de 1914 en compañía de Matisse. Paseando por el Barrio Latino con Van Dongen, se sintieron inútiles, preocupados por la suerte de sus amigos que se habían ido al frente y se organizaron para enviarles paquetes de comida y ropa, además de abundante correspondencia. En 1915 Marquet ayudó, en la medida de sus posibilidades, a los antiguos alumnos de Bellas Artes en excedencia. Cuando se marcharon de París, él y Matisse se turnaron para volver a velar por sus respectivos estudios. En noviembre de 1918, todos los compañeros celebran juntos en el fin de las hostilidades.

## Primeros viajes
Marquet se descubre a sí mismo como un viajero insaciable, incluso si con ello trabaja de manera más irregular. En mayo de 1907, Marquet, Charles Camoin y Othon Friesz exploraron Londres con gran entusiasmo. A mediados de julio, una segunda estancia de Marquet se interrumpió a los pocos días ya que el joven tuvo que volver al lado de la cama de su madre, fallecida en Teich el 25 de agosto. Muy afectado, se fue a trabajar a Ciboure y San Juan de Luz. Al año siguiente visitó Italia con Henri Manguin, llegando hasta Roma y luego hasta Nápoles. Se detiene, entre otros lugares en Fiesole, donde se encuentra Paul Signac, pero también a Leo y Gertrude Stein, defensores del arte moderno y, en particular, del fauvismo. A la vuelta, Marquet fue a ver a Camoin en Cassis antes de descansar del calor en un hotel de Poissy. La antigua ciudad medieval industrializada en el siglo XIX había conservado su encanto y sus guinguettes, sugiriéndole varios bocetos y lienzos de pequeño formato. En tiempo gris pesca con sedal con Matisse que ha venido a reunirse con él. Ambos deciden pasar una semana en Dakar antes del Salon d'Automne.
Durante los primeros meses de 1909, Marquet estuvo en Hamburgo donde Matisse le proporcionó contactos: el frío, la lluvia y la nieve no le impidieron pintar ni dibujar pero prefirió su estudio de París para los inviernos venideros. Después visitó los museos de Berlín, Dresde y Múnich. Volviendo muy cansado, partió de nuevo en junio hacia Nápoles –donde escaló el Vesubio– y Sicilia, luego en septiembre partió hacia Tánger, con el escritor Eugène Montfort; a la vuelta paran en Sevilla. En 1910, después de que una gripe le arruinara una nueva estancia en Londres, Marquet pasó el verano con Manguin y luego con Friesz en una villa alquilada en Villennes-sur-Seine, cerca de Poissy. Luego viajó con Matisse a Baviera y Austria.
Operado de una hernia en noviembre de 1910, Marquet conservó su dormitorio durante un mes y retomó a la pintura de desnudos, sobre todo porque estaba, según sus propias palabras, "siempre entre catarros y reumatismos": no se arriesgaría trabajando de nuevo al aire libre hasta abril de 1911, primero en París, donde pintó la Iglesia de la Trinidad, luego en Conflans-Sainte-Honorine, Le Havre y Honfleur. Pero a partir del mes de agosto recorre Marruecos a caballo con Monfort, entre Tetuán, Fez, Rabat y Casablanca. Sólo trajo algunos gouaches, declarando a Matisse: “Nunca seré un orientalista”. Sin embargo, dos años más tarde regresa al sur de Marruecos, siempre con Montfort. Sus escapadas de 1912 y 1913 transcurrieron en Normandía (Rouen, que amaba incluso cuando el tiempo estaba gris), el Sur (Marsella, Toulon) y Île-de-France (Champigny-sur-Marne, La-Varenne-Saint- Hilaire, Samois, Villennes-sur-Seine).

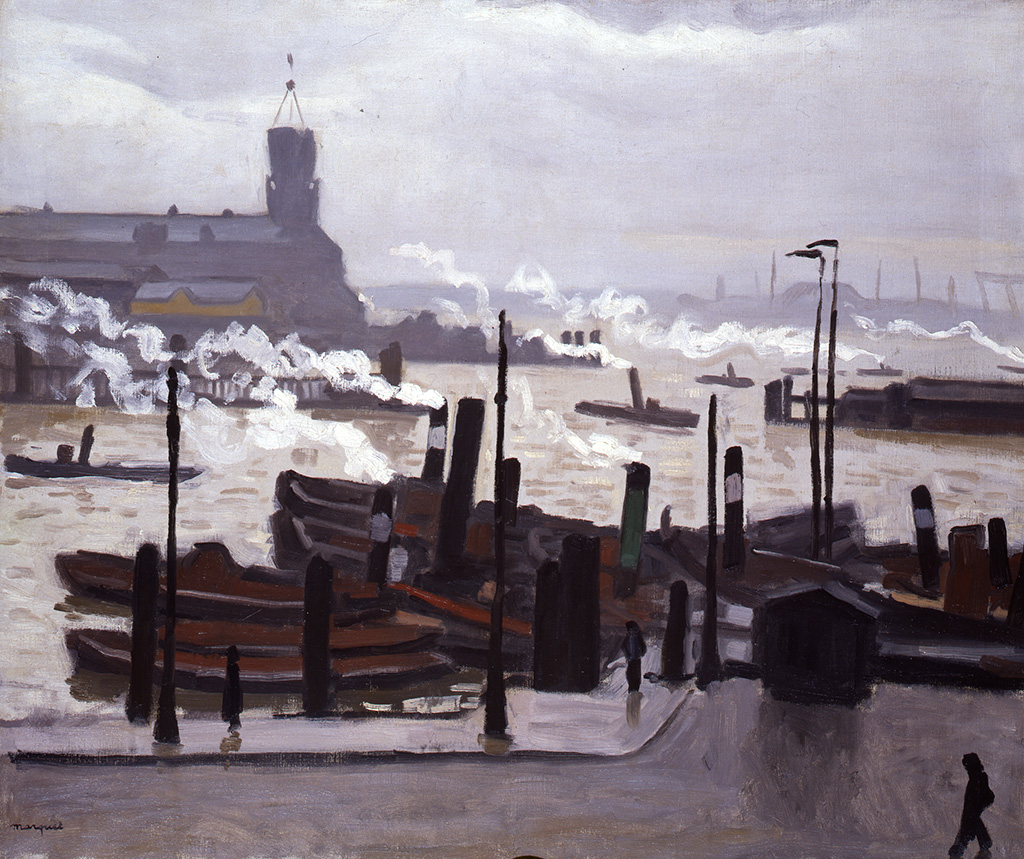
Le Port de Hambourg (1909, huile sur toile, coll. privée).
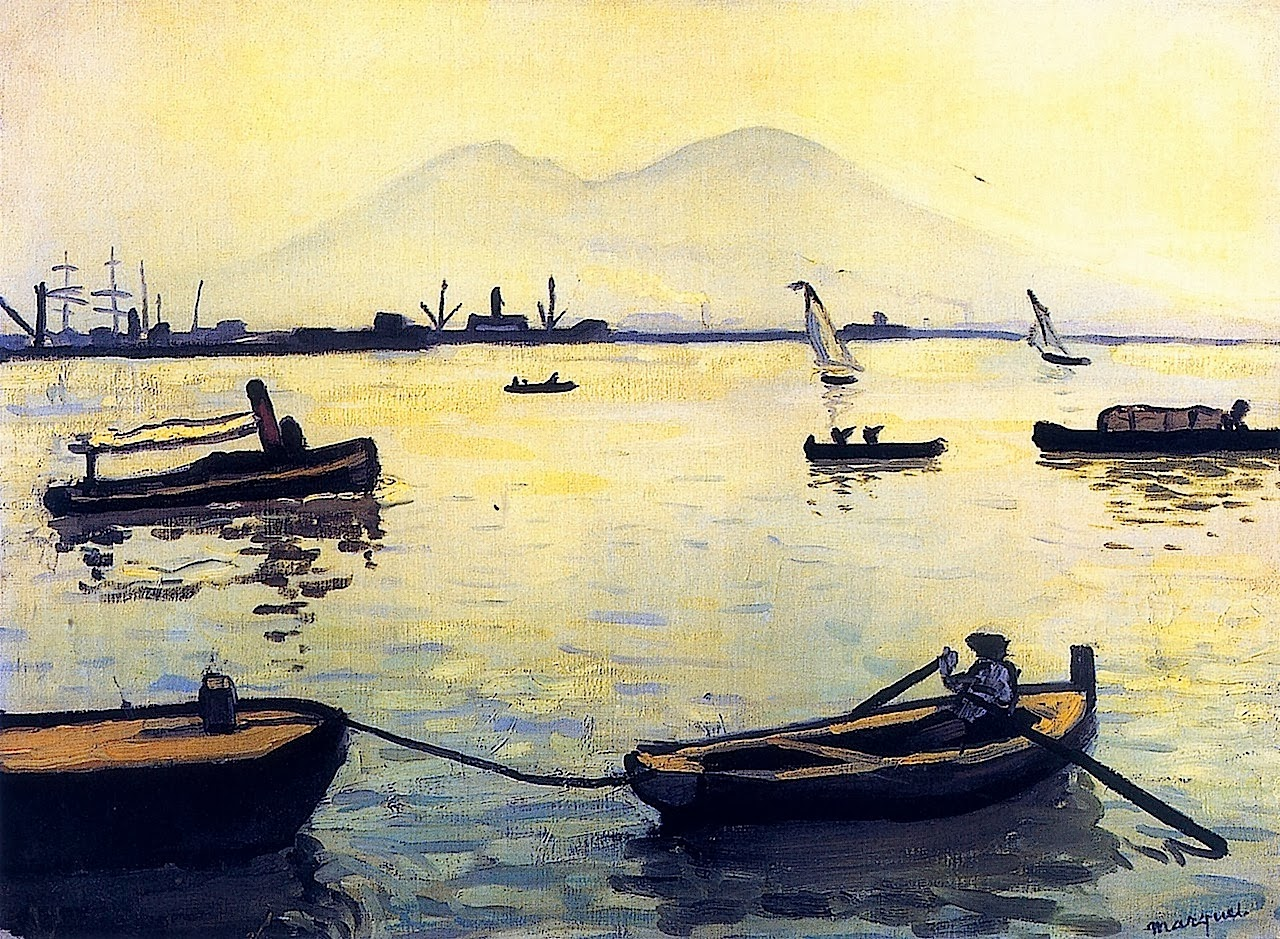
Le Vésuve (v. 1909, huile sur toile, musée des Beaux-Arts Pouchkine).
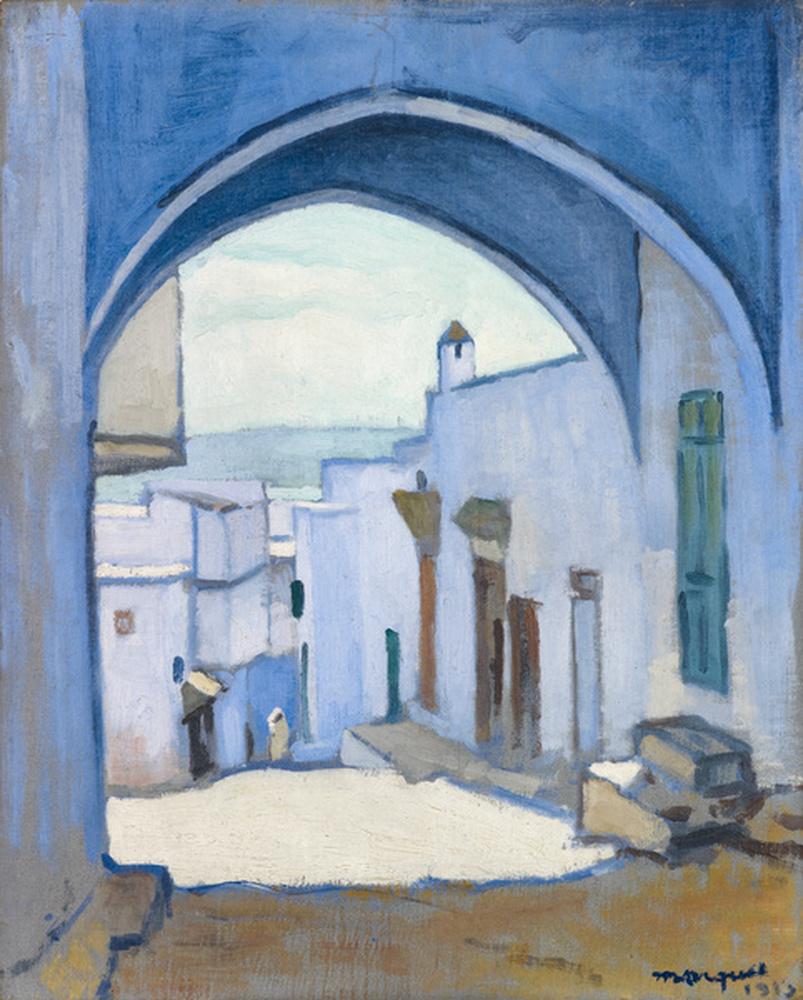
La Citadelle de Tanger (1913, huile sur toile,  musée de Grenoble).
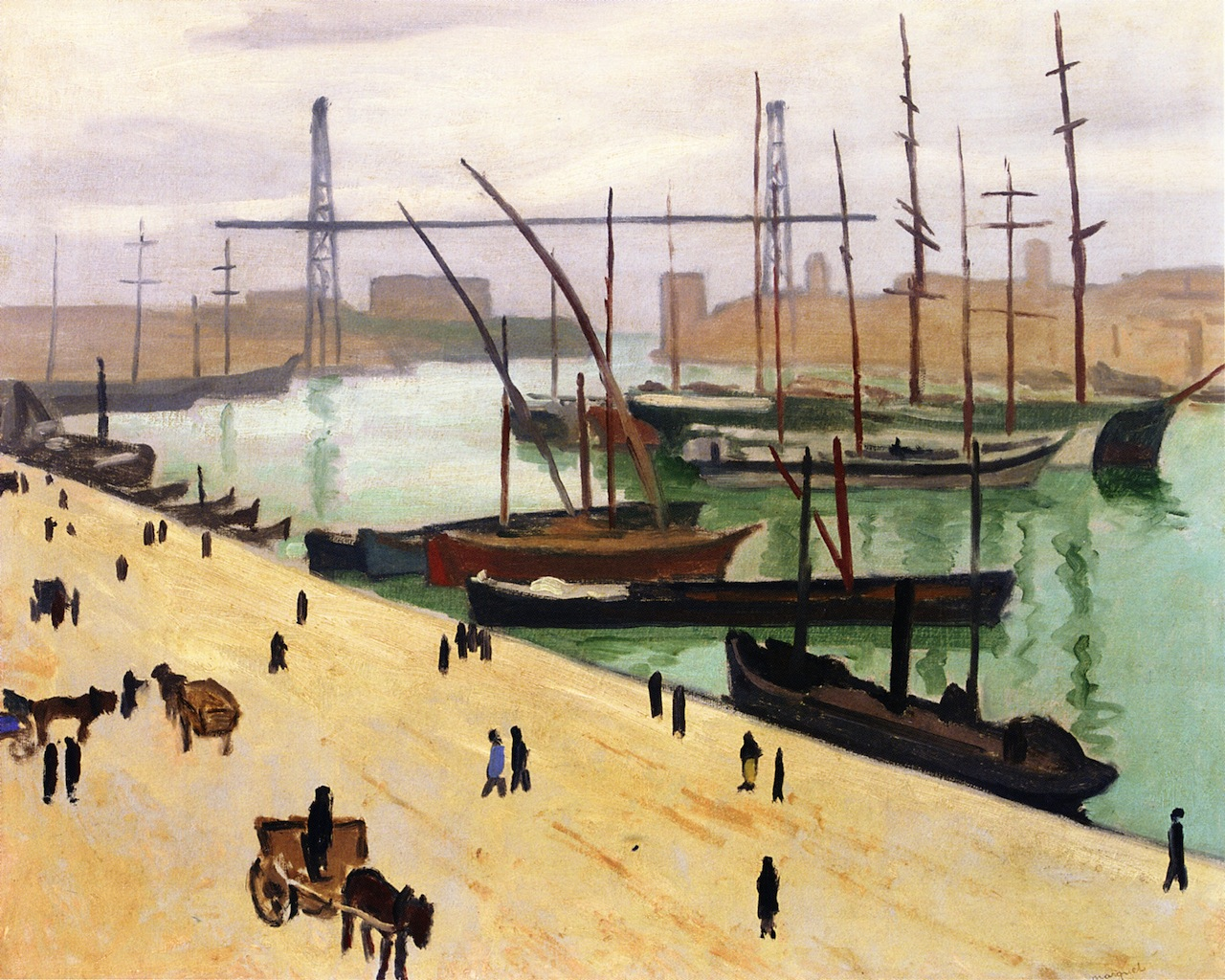
Le Port de Marseille (1916, huile sur toile, coll. privée).
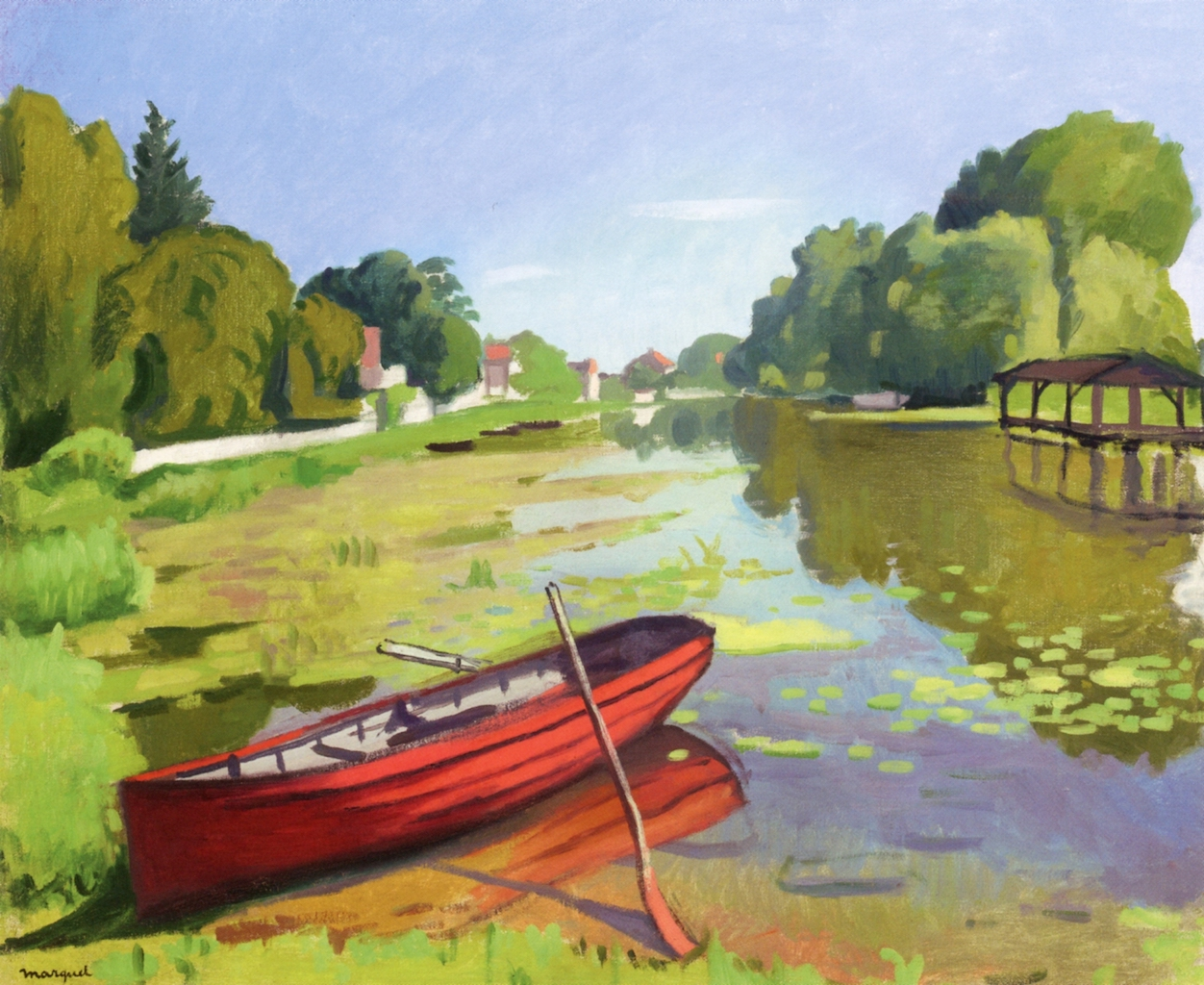
Samois, la barque rouge (1917, huile sur toile, coll. privée).
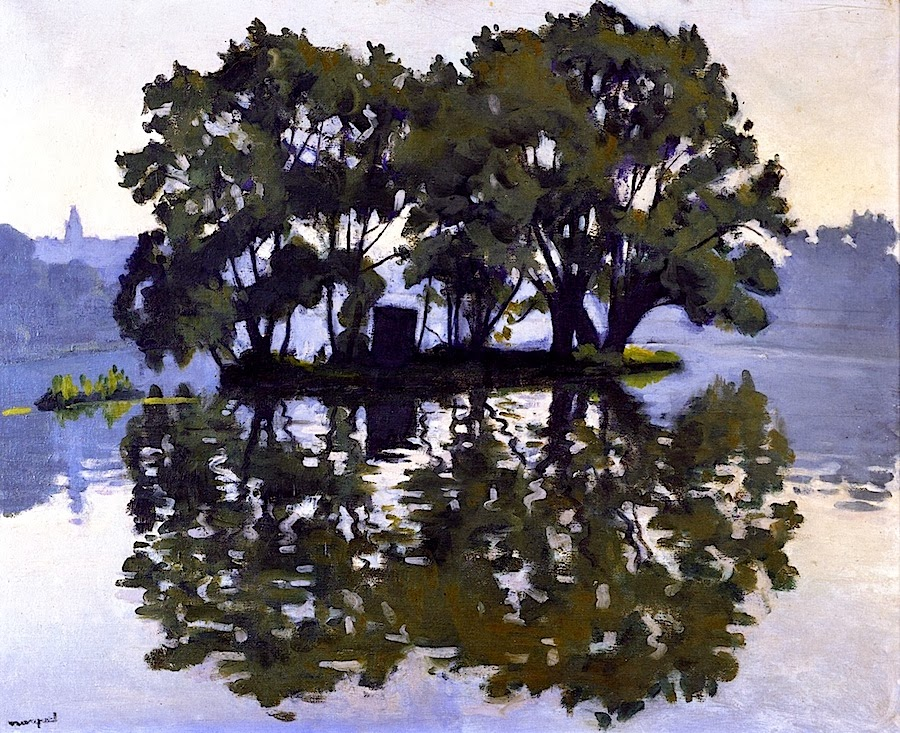
L'Île aux cygnes (1919, huile sur carton, musée national d'Art moderne).

En mayo de 1914 Marquet se quedó en Róterdam, desde donde se trasladó a La Haya para contemplar las obras de Rembrandt y Vermeer. La guerra ralentizará sus movimientos. A finales de agosto de 1914 Matisse y él parten hacia Collioure, luego hacia Céret con Étienne Terrus y Juan Gris, donde conocen al escultor Manolo Hugué pero la ansiedad los llevó de vuelta a París en noviembre. Después —excepto en abril de 1917 por un viaje a Barcelona y Baleares donde parecía haberse divertido sin trabajar mucho— Marquet pasó toda la guerra con Besson o con Matisse, entre París, de donde huyó durante la guerra por los bombardeos, varias localidades de la región parisina, y Marsella donde ocupó el piso de Montfort, cuando éste se instalaba en l'Estaque.

## Los éxitos del pintor

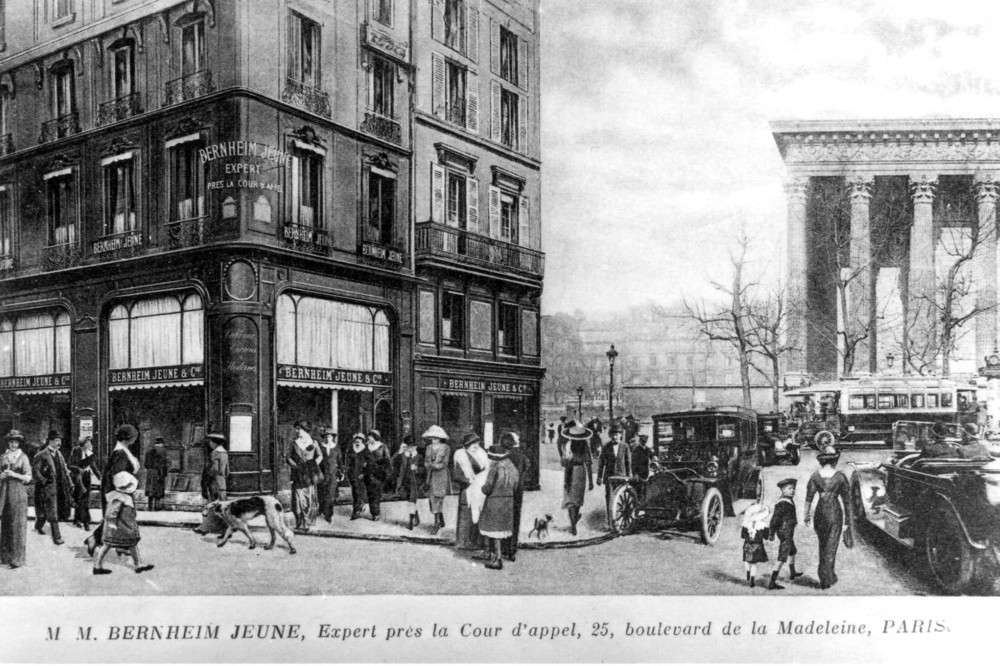
Galería Bernheim Jeune, París, 1910

El entusiasmo que despiertan las obras de Albert Marquet se manifiesta en el creciente interés de los coleccionistas y en exposiciones en Francia y en otros lugares. Marquet sigue participando durante todos estos años en el Salon d'Automne y el Salon des Indépendants. A menudo expuso con otros en las galerías de Berthe Weill, Bernheim-Jeune, Eugène Blot, quien lo asoció con Camille Claudel en noviembre de 1907. Eugène Druet lo colocó en el tercero de los cuatro grupos de artistas destacados durante su "Exposición anual". ", y lo incluyó entre los pintores cuyos dibujos y acuarelas mostró en enero de 1912: el crítico René-Jean comparó los paisajes a pluma 

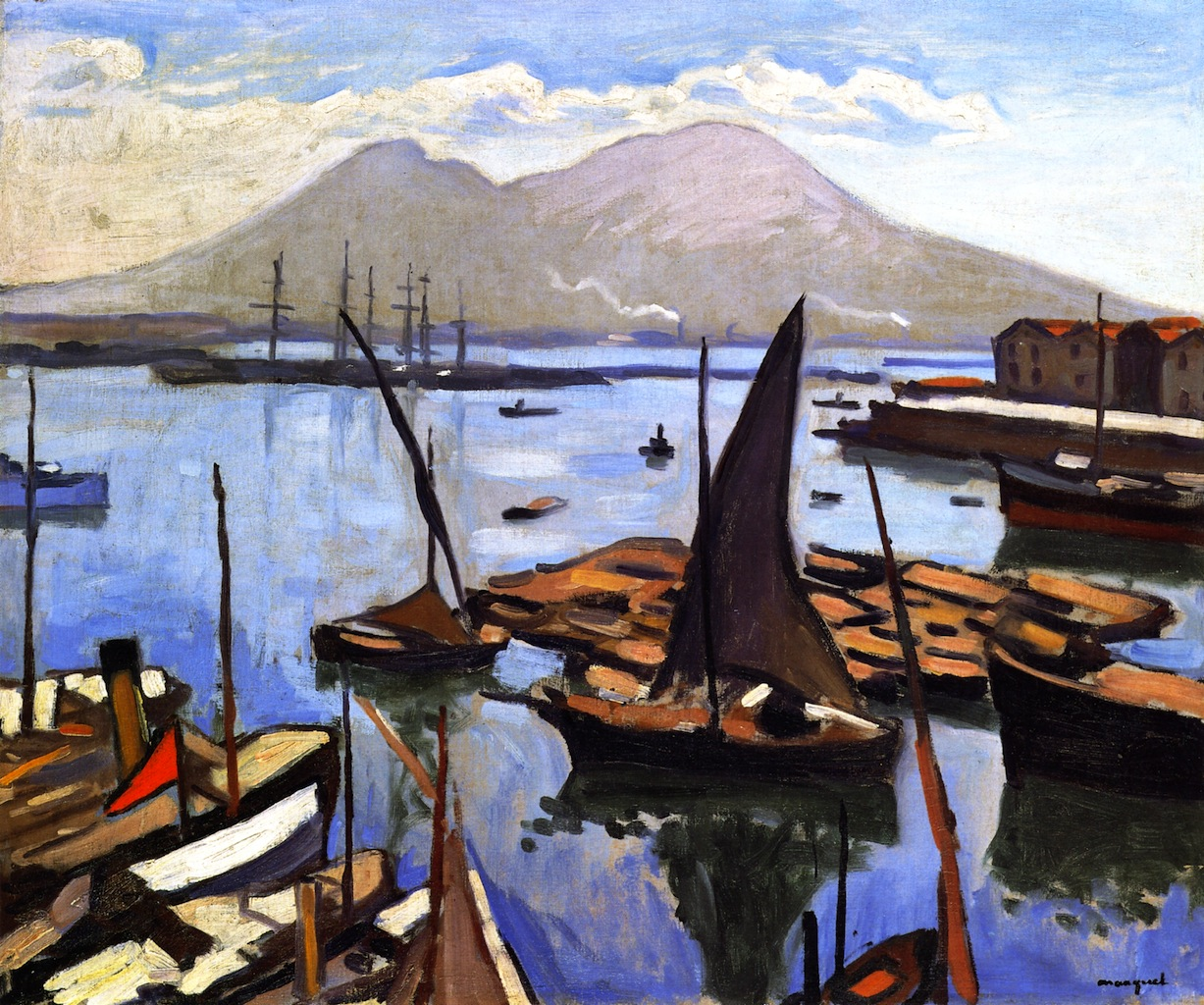
El puerto de Nápoles (1909, óleo sobre lienzo, 63,5 × 76,5 cm, Museo de Bellas Artes de Besançon).

de Marquet "con las bellas sepias de Nicolas Poussin".
El Cercle de l'art moderne de Le Havre, donde sus obras se cuelgan regularmente desde 1906, también se convirtió en uno de los lugares favoritos de Marquet, quien también estuvo representado en la sección artística de la Exposición Internacional de Lyon entre mayo y noviembre de 1914.
En 1907 Druet le ofreció su primera exposición monográfica: treinta y nueve pinturas fueron visibles en febrero rue du Faubourg-Saint-Honoré; cincuenta y tres estaban expuestas en la galería de la rue Royale en mayo de 1910 y cuarenta y siete de nuevo en abril de 1913, atrayéndole elogios en Le Figaro, Gil Blas o Comœdia.
Los eventos artísticos se volvieron raros durante la guerra, pero Marquet expuso en marzo de 1916 en el Jeu de Paume, para el Salon de la Triennale, y ofreció pinturas para exposiciones y ventas en beneficio de artistas o víctimas de la guerra. Fue allí donde en 1917 Claude Monet le compró Le Port de Naples, invitándolo urgentemente a visitarlo en Giverny con Matisse.
Las obras de Marquet también atrajeron en el extranjero. Después de una exposición itinerante de marzo a noviembre de 1907 (Viena, Budapest, Praga), se mostraron la primavera siguiente en varios eventos en Lieja, Moscú (Galerie Tretiakov) y Berlín, en el marco de la Secesión a la que volvió a enviar pinturas de 1911 a 1913. A partir de 1909 participó en numerosas exposiciones colectivas internacionales: en San Petersburgo (en particular por iniciativa de la revista Apollon), Kiev, Riga, Odesa, Praga, Colonia, Londres, Bruselas, Winterthur, Gante (para la Exposición Universal de 1913), y finalmente, gracias a Druet, en Nueva York, Boston y Chicago (por el “Armory Show” que tuvo lugar de febrero a mayo de 1913). En la primavera de 1916, Matisse y Marquet, cuyo estudio había visitado, guiaron a Walter Halvorsen, un antiguo pintor convertido en marchante de arte, para elegir obras de varios artistas para llevarlas a Noruega.
Marquet vendió algunos lienzos en 1907 a Daniel-Henry Kahnweiler, marchante de Picasso y del coleccionista ruso Iván Morozov; también es contactado por Ambroise Vollard, Durand-Ruel y Druet, estos dos últimos también en contacto con Sergueï Chtchoukine: el pintor vende así a cada uno de estos grandes amantes rusos del arte moderno un buen número de obras entre 1908 y 1913. Triste por la repentina muerte de Eugène Druet en enero de 1916, vio renovado su contrato por tres años por su viuda y firmó otro con Bernheim-Jeune.

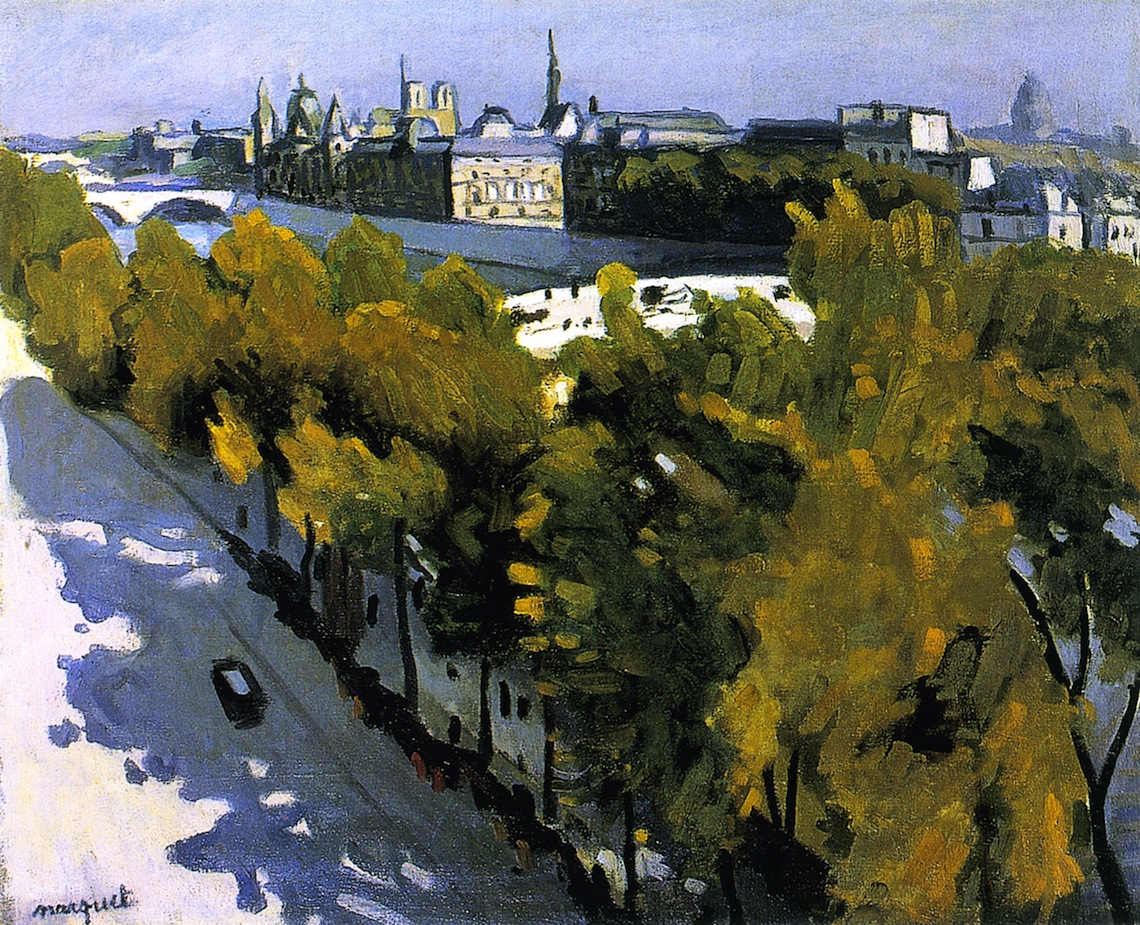
Quai du Louvre et Pont-Neuf (1906, huile sur toile, coll. Morozov, musée de l'Ermitage).
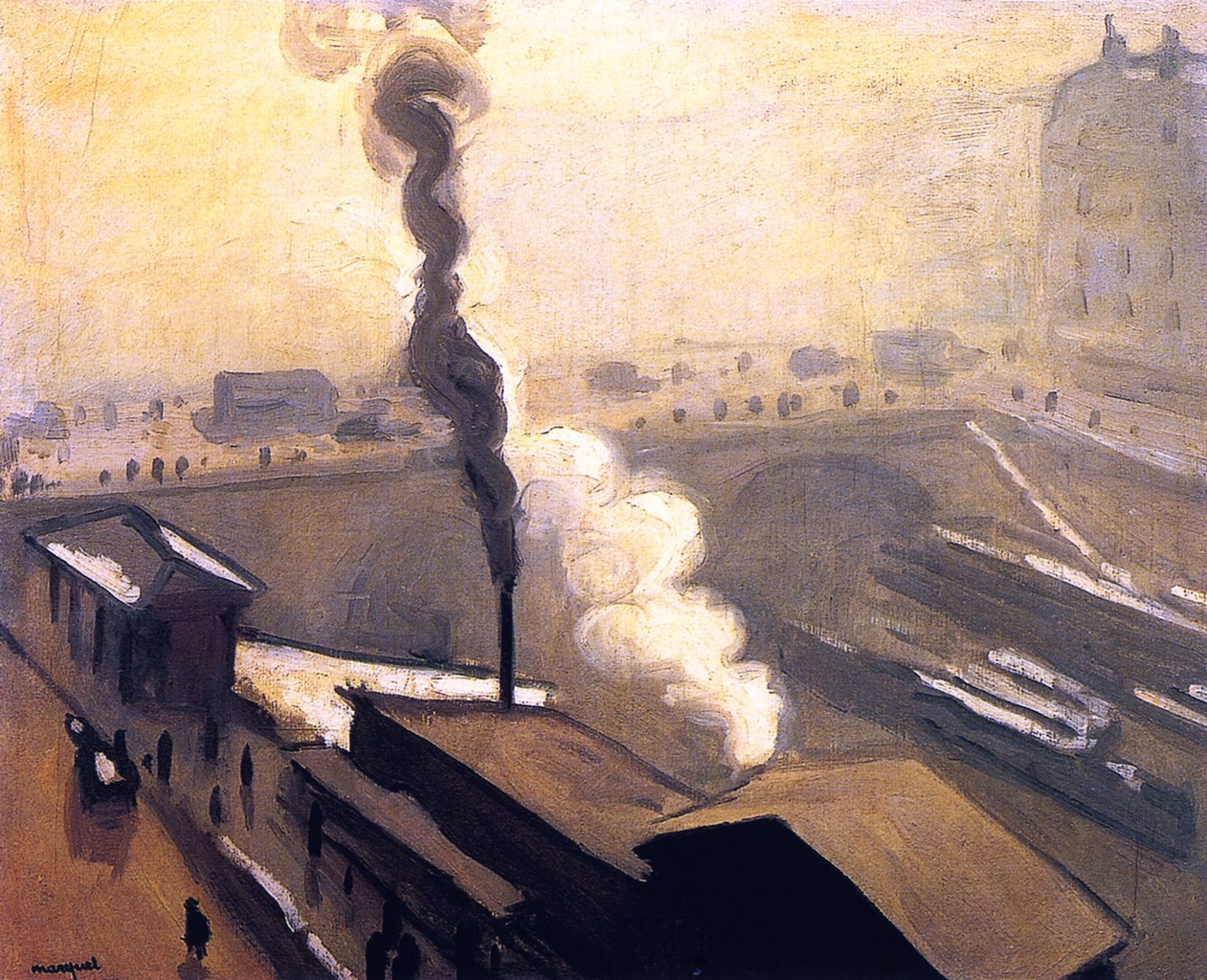
Le Pont Saint-Michel en hiver (1908-1909, huile sur toile, coll. Chtchoukine, musée Pouchkine).
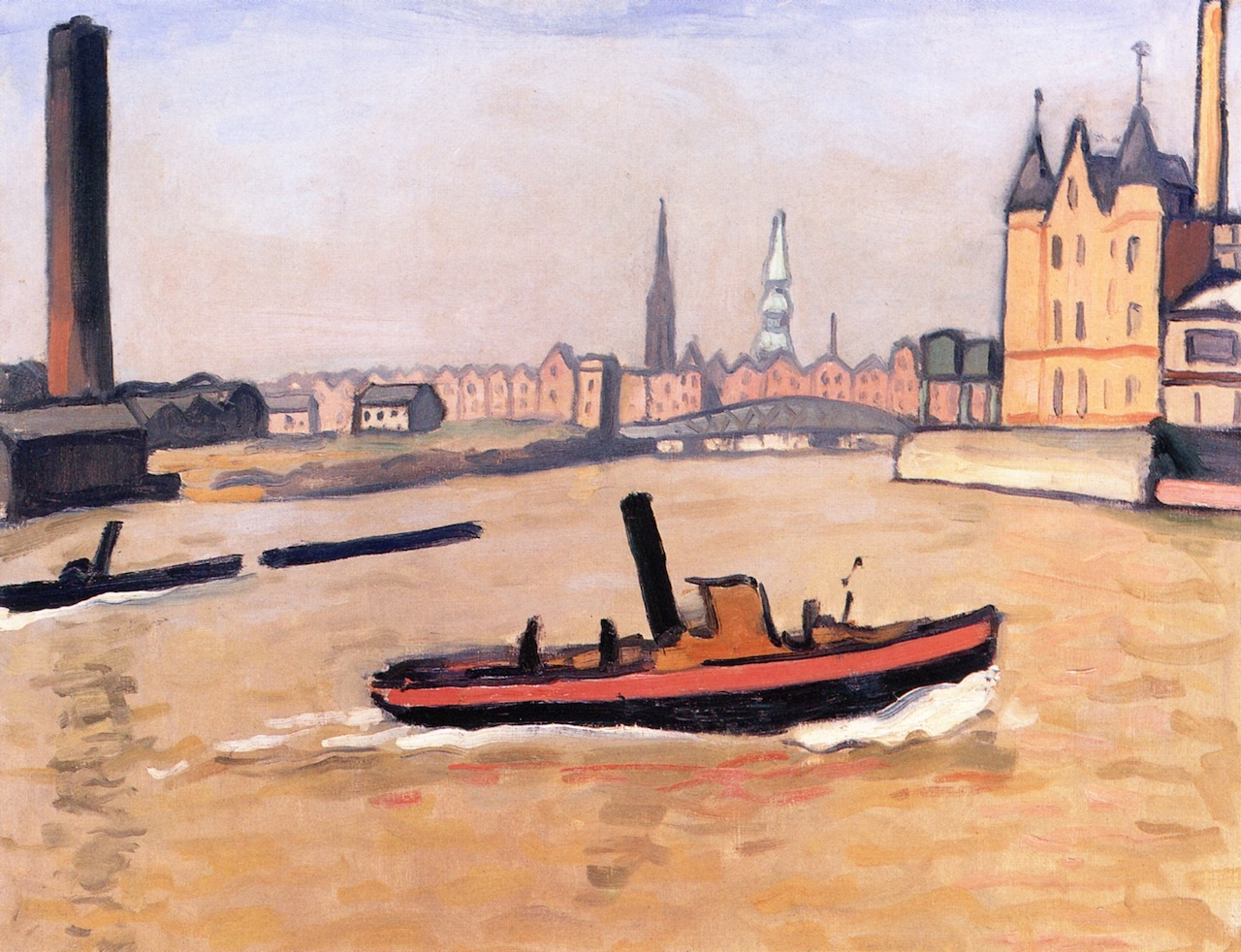
Le Port de Hambourg (1909, huile sur toile, coll. Chtchoukine, musée de l'Ermitage).

A principios de 1918, y nuevamente en la primavera de 1919, cuando Marquet fue a Niza para curarse de una fuerte gripe, Matisse lo acompañó a Cagnes-sur-Mer, a casa de Renoir, e hicieron excursiones por el interior. Marquet completó su recuperación pasando el verano pintando pero también nadando, pescando, paseando en canoa o caminando en Herblay-sur-Seine. De nuevo con gripe a finales de 1919, decidió, por consejo de su médico y amigo Élie Faure, buscar el sol en Argelia.

## Entre París y Argel (1920-1939)

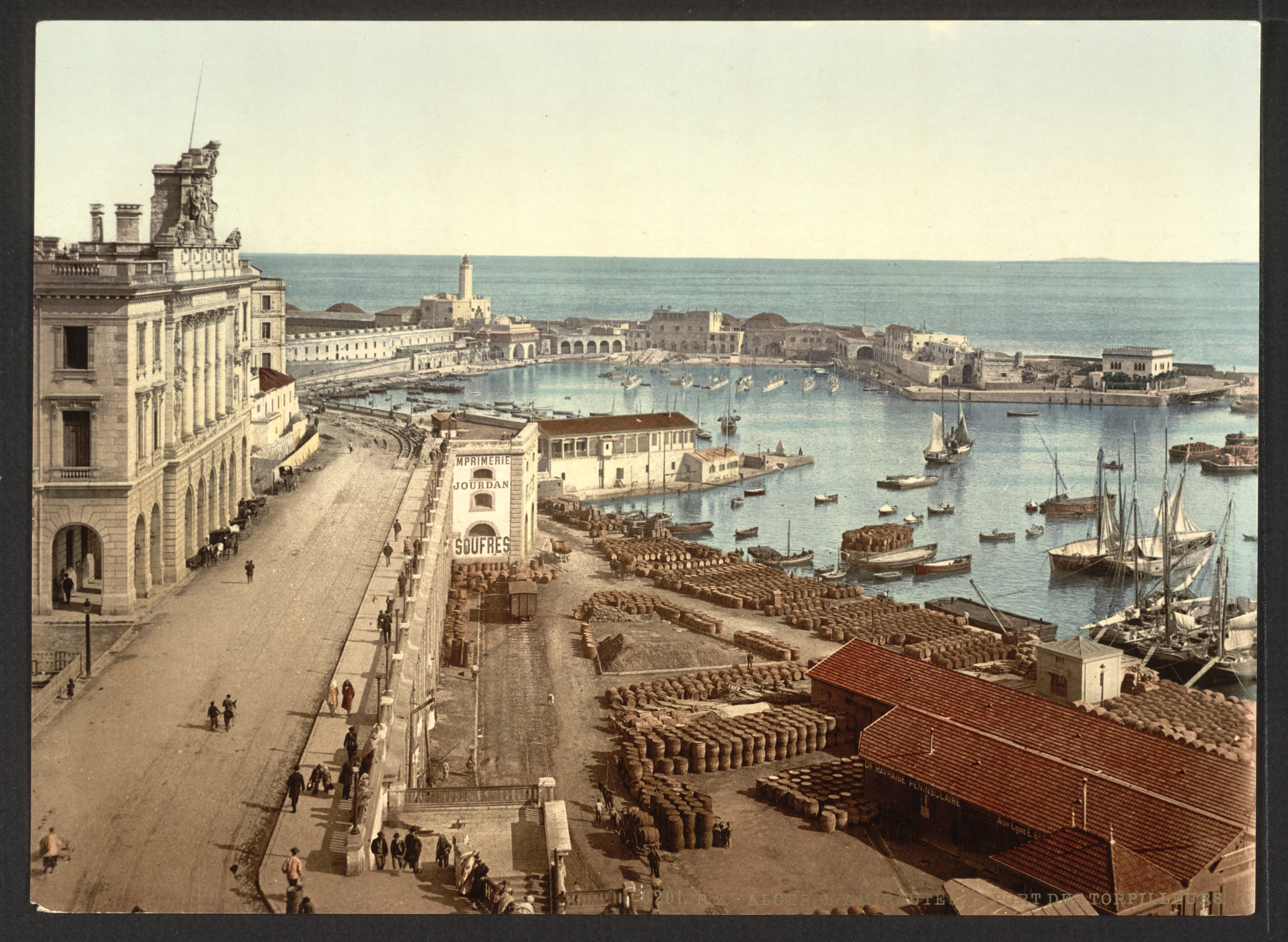
Argel hacia 1900: el puerto y el Almirantazgo. Fotografía coloreada anónima, conservada en la Biblioteca del Congreso, Washington.

### Unión feliz con Marcelle Martinet
Albert Marquet conoció a Marcelle Martinet, una pied-noir de Argel: se casaron tres años después y se establecieron en París, regresaban a Argelia casi todos los años hasta la Segunda Guerra Mundial. También viajaron mucho a otros lugares del extranjero, sin desdeñar a Francia, en particular, al final, La Frette-sur-Seine, que el pintor adoraba. Aliviado por su esposa de las preocupaciones de índole material, dispuso de mucho tiempo para trabajar y la década de 1930 marcó su consagración.
"Estaba horrorizado por lo que tomó la apariencia de lo definitivo", escribe Marcelle Marquet. Pero el artista, sin embargo, nunca abandonó a la amiga y compañera que había encontrado a los cuarenta y cinco años.
En enero de 1920 Marquet aterrizó en Argel con cartas de recomendación. Su llegada fue anunciada por la esposa de Druet a Louis Méley, un industrial coleccionista de arte. Marquet se instala en un apartamento amueblado entonces en el "Royal Hôtel" desde donde domina el puerto y la bahía, Méley lo recibe en su mesa, prepara excursiones para él y le hace conocer a los estudiantes de la Villa Abd-el-Tif, una especie de Villa Medici donde el pintor entabla amistad con el joven Jean Launois cuyos dibujos admira. También le presentaron a Marcelle Martinet, nacida en Boufarik veintiocho años antes.
El artista simpatiza de inmediato con esta joven fina y culta que tiene dotes de narradora. Ella le sirvió de guía de la ciudad y la Kasbah de Argel antes de realizar —quizás para escapar de la asiduidad de una tal Adèle— un circuito de dos semanas por el Sahara, del que regresó deslumbrado. De regreso a Francia a finales de mayo, inicia una correspondencia con Marcelle durante el verano, desde La Rochelle donde se une a Signac: ella supo ganarse la confianza de este hombre tímido que se entregaba a duras penas.
Marquet volvió a Argelia el invierno siguiente y prosiguió su descubrimiento de las ciudades y oasis del norte del Sahara (Laghouat, Ghardaïa y el Mzab, Biskra, Touggourt). en tren o autobús con Jean Launois y Marcelle, que hablaron un poco árabe66 . Habiendo el joven pintor elogiado Les Sables-d'Olonne, Marquet se instaló allí todo el verano con Yvonne y trabajó mucho, entre otras cosas, en las vistas de La Chaume Aprobó su carnet de conducir y se compró un Ford, al volante del que en adelante recorrería las carreteras “con torpeza y temeridad”. A principios de 1922, en el Sáhara, los viajes en camello en compañía de Launois y Marcelle los llevaron a Túnez. De vuelta en París, Marquet pintó vistas de Notre-Dame. Decide romper con Yvonne a finales de año.

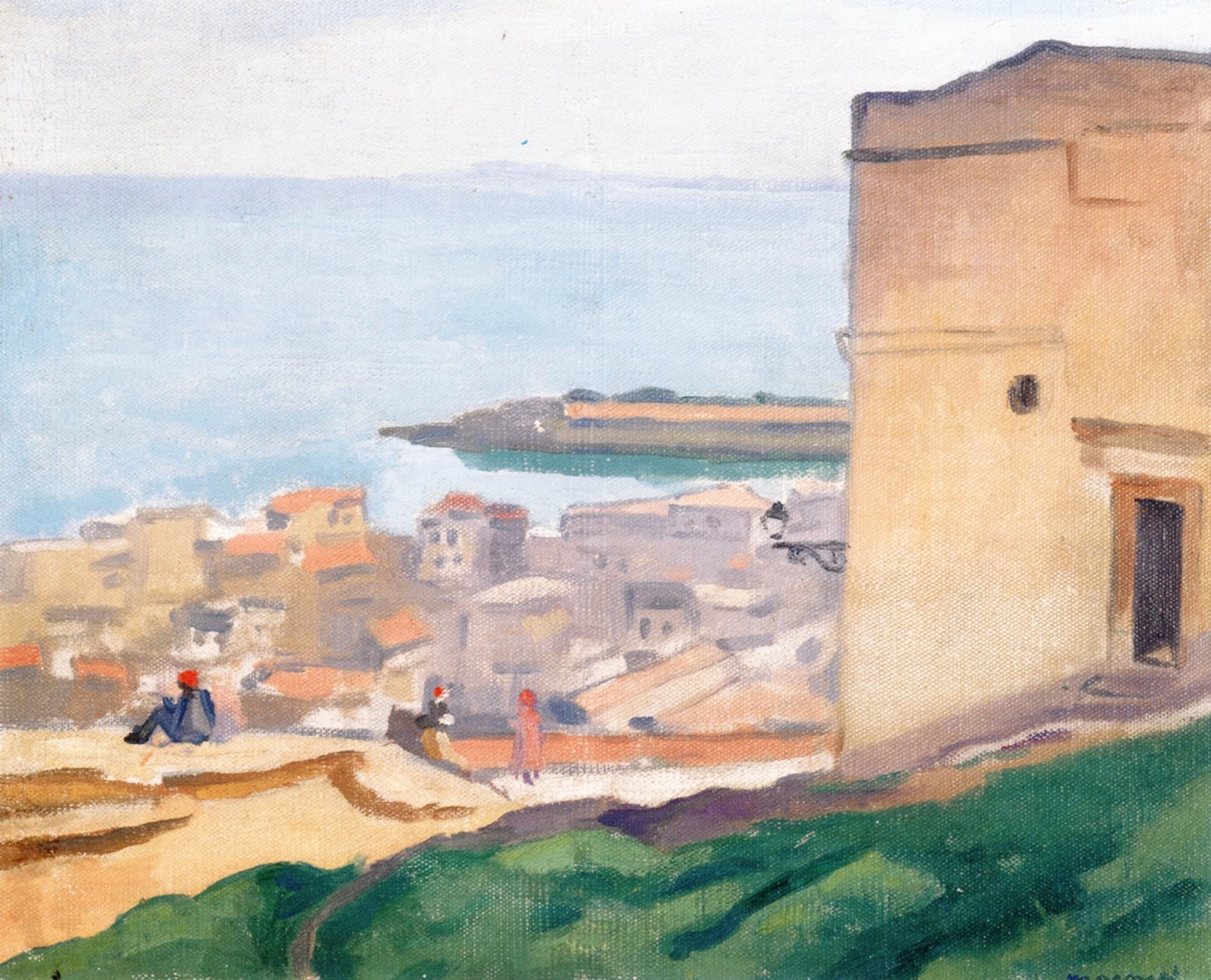
Vue de la Casbah (1920, huile sur toile, coll. privée).
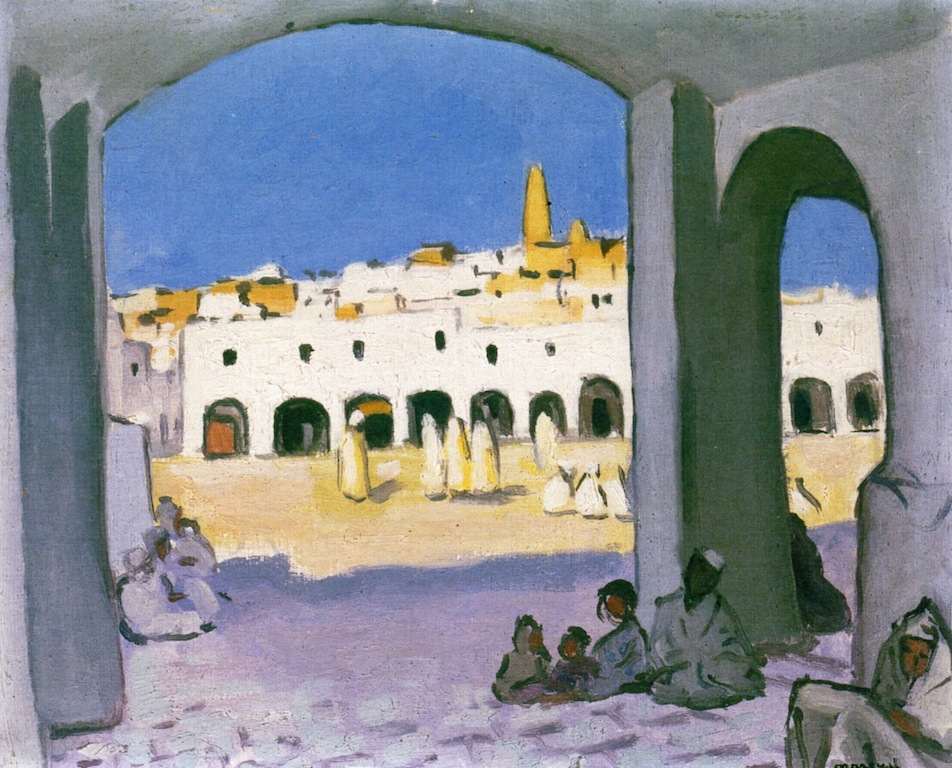
Ghardaïa, les arcades (1921, huile sur toile, coll. privée).
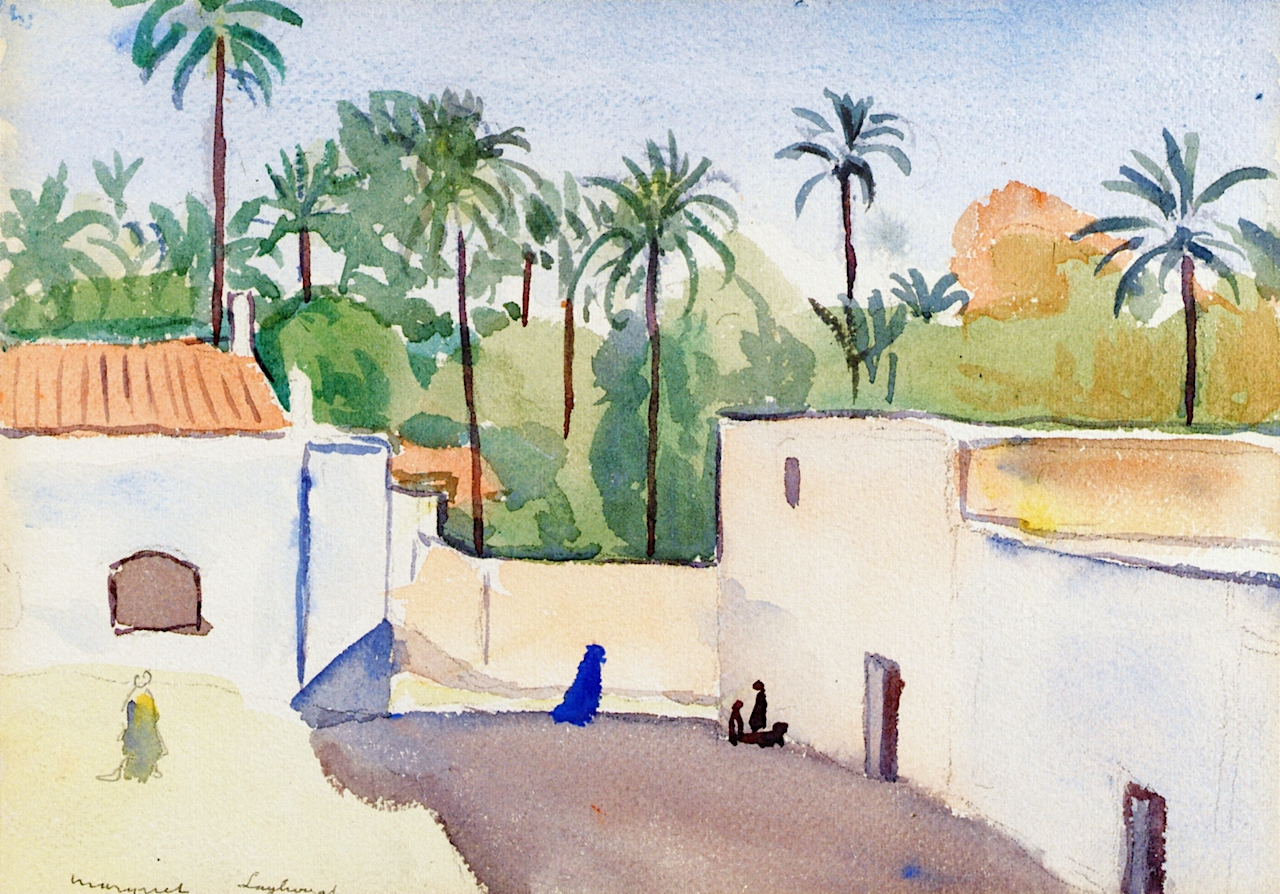
Laghouat (date ?, aquarelle, coll. privée).
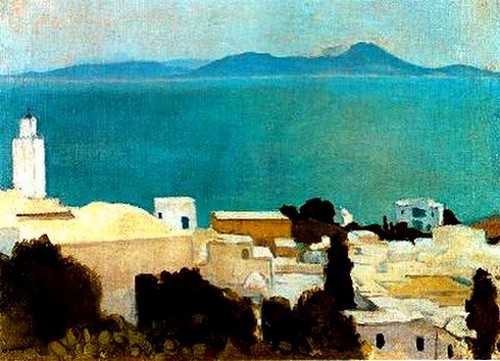
Minaret à Sidi Bou Saïd (1923, huile sur panneau, coll. privée).

El matrimonio de Albert Marquet y Marcelle Martinet se celebró en Argel el 10 de febrero de 1923 y prolongaron su luna de miel tunecina hasta Sidi Bou Saïd. Cuando llegaron a París a finales de octubre tras un desvío por Grenoble y Borgoña, vivían en el pequeño e incómodo alojamiento del Quai Saint-Michel. No se fueron hasta 1931, a un gran apartamento con vistas al Pont Neuf en la esquina de la rue Dauphine y el quai des Grands-Augustins, el mismo lugar donde el joven Marquet había alquilado una habitación en un hotel que desde entonces había sido demolido. Desde allí nunca dejó de pintar el Pont-Neuf y los muelles desde los ángulos que le ofrecían las ventanas frontales.
La mudanza se realizó a finales de agosto tras meses de trabajo. El artista quiso decorar él mismo el baño con paisajes marítimos vistos durante sus viajes, imitando a los azulejos. En el taller de su amigo el ceramista Josep Llorens i Artigas en Charenton, pinta los azulejos de 30 x 30 cm que se agrupan en los paneles centrales o los rodean a modo de friso.
Marcelle Marquet pronto gestiona sabiamente la carrera de su marido (negociación de contratos, organización de exposiciones, venta de obras) así como la correspondencia en la que reserva el correo a amigos íntimos, a Matisse en todo caso. Se lleva muy bien con las esposas de sus mejores amigos, a quienes mantiene informadas de los viajes de la pareja. Sus propios proyectos literarios toman forma en asociación con él: así aparece en 1925 en la editorial de Georges Crès, bajo el seudónimo de Marcelle Marty, un cuento titulado Moussa, la negrita, adornado con dieciocho dibujos en negro y cinco acuarelas firmadas por Albert Marquet.
Marcelle siempre se acomoda al carácter retraído e incluso desconcertante de Albert. "Ocupó su lugar entre los demás, feliz de que no pudiéramos distinguirlo de ellos, sin duda consciente de que al llamar la atención sobre sí mismo, habría perdido el espacio y la libertad que le eran necesarios", analizaba en 1951 en el prefacio de su primer libro sobre él. También lo había entendido perfectamente cuando le había respondido, un día que le preocupaba la idea de que su constante presencia pudiera molestarlo: “No, contigo puedo estar solo."
Albert y Marcelle Marquet comparten la misma necesidad de viajar. "Discreto aventurero" dispuesto a las mayores incomodidades, el pintor busca en los viajes, según su mujer, huir de los importunos, vivir sin obligaciones, y agudizar su sentido de la observación.

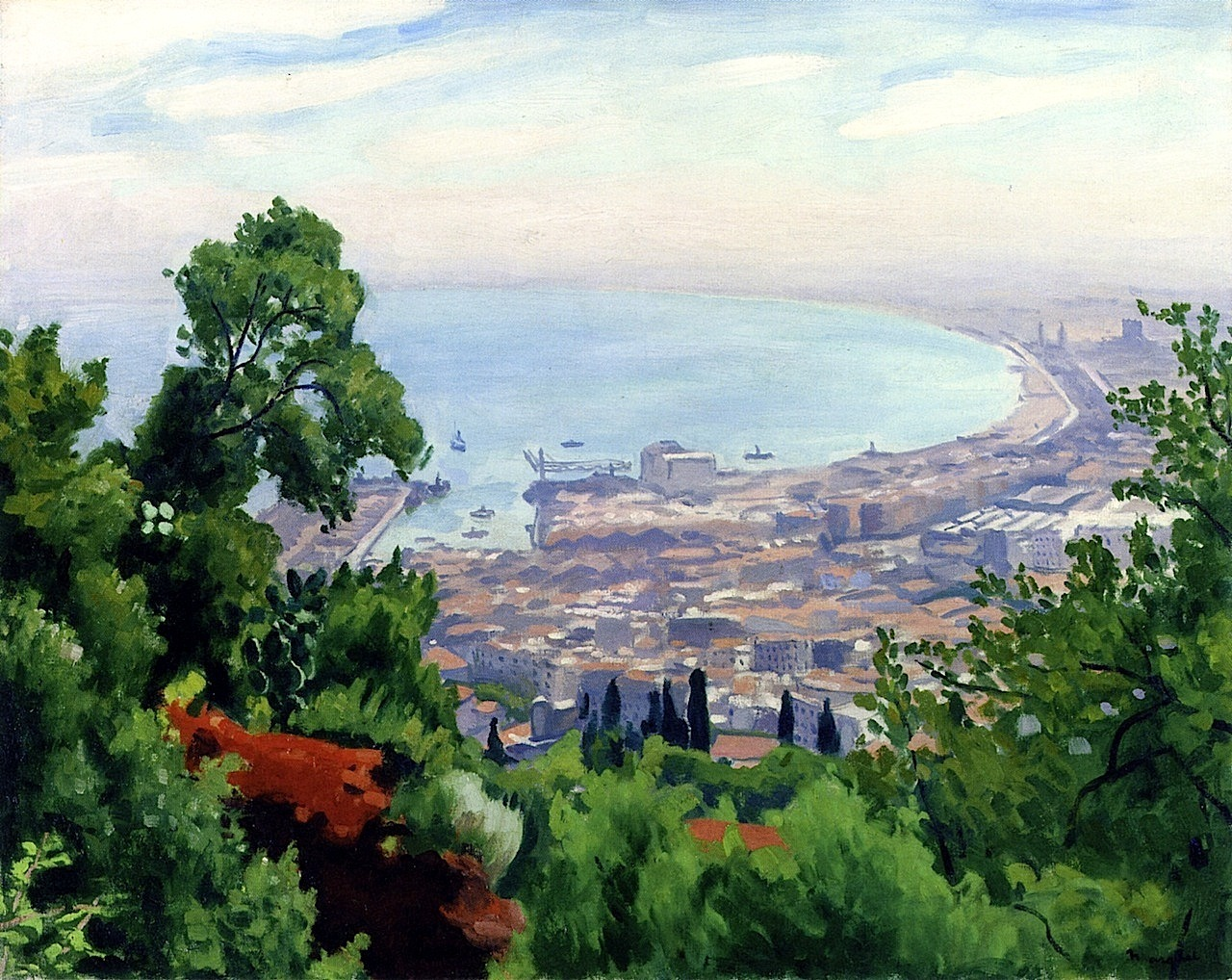
Albert Marquet, 1932 - La baie d'Alger (La bahía de Argel 1932, óleo sobre lienzo, 65,5 × 81 cm, colección particular).

### Estancias en Argel y el norte de África
Durante casi veinte años, excepto en 1931 y 1938, los Marquet establecieron su cuartel de invierno en Argelia.
“Marquet sabía que yo estaba muy apegada a mi país y que no le faltarían los motivos para pintar”, escribe Marcelle que necesitaba recargar pilas periódicamente en el Mediterráneo. Suelen salir entre diciembre y enero: cuando no se embarcan desde Marsella, cruzan España y Marruecos, siempre en coche, un Buick de 1926, luego en un Ford de 1930; los trayectos se intercalan con paradas turísticas más o menos largas.

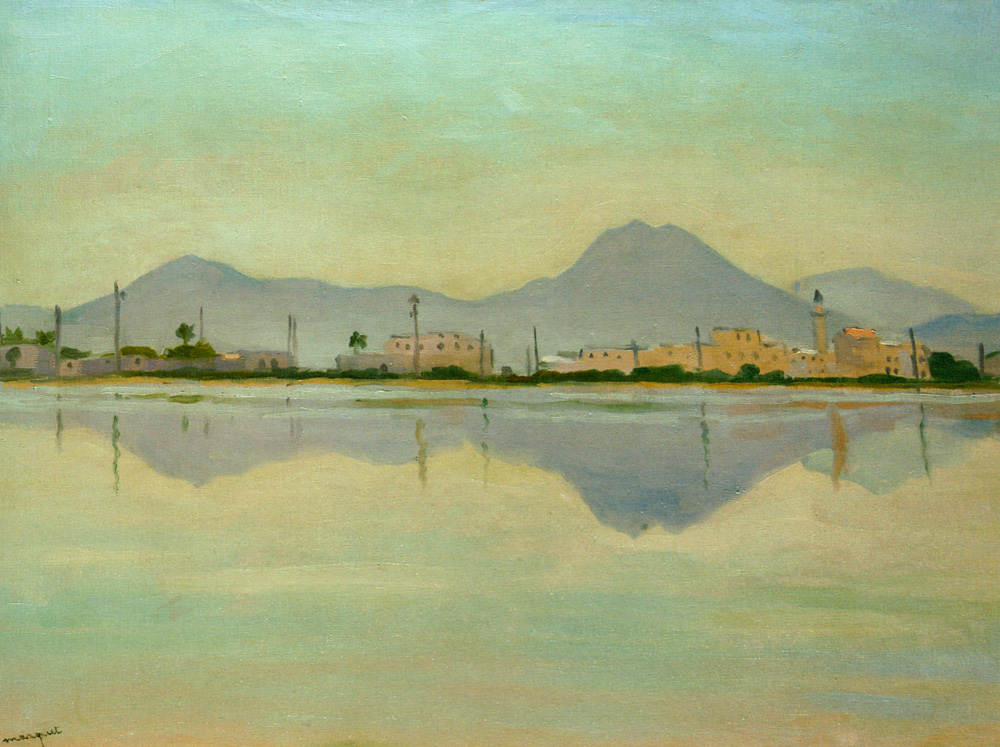
Le canal de Tunis Albert Marquet (1926, óleo sobre lienzo, 60,5 × 81 cm, colección particular).

Los esposos hacen una primera parada de varias semanas en Argel, donde Marquet pinta incansablemente los monumentos, los paisajes circundantes y, en especial, el puerto. Se alojaron en hoteles o en villas alquiladas, y solo compraron una casa en las alturas en el otoño de 1940. Desde allí pueden optar por ir a otro lugar de Argelia, o a los protectorados de Marruecos y Túnez.

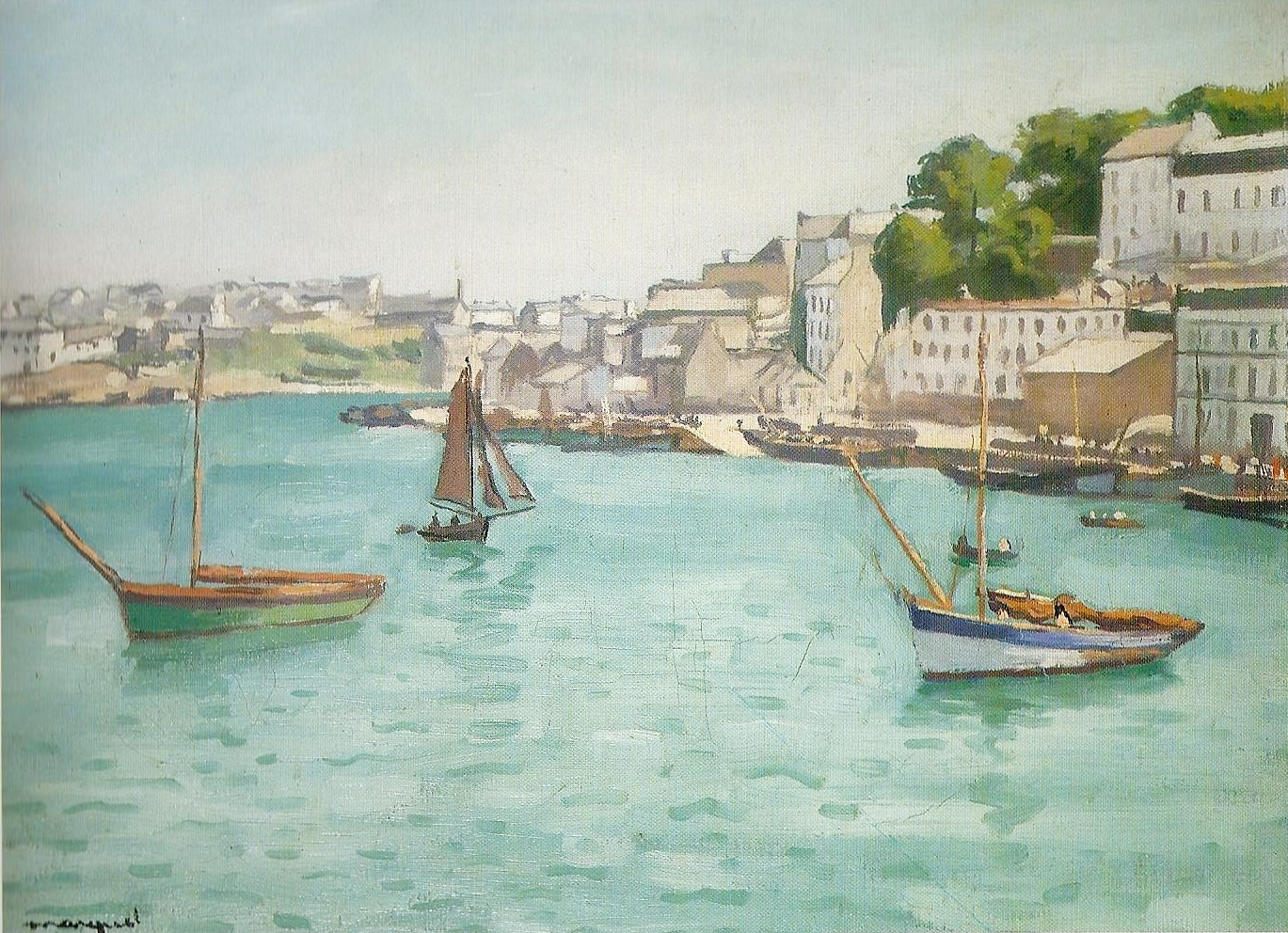
Albert Marquet - Le port d'Audierne,1928, coll. privada

Así, en 1925, Marquet pasa dos meses en el puerto de Bugía con Jean Launois y otros pintores de la Villa Abd-el-Tif (Étienne Bouchaud, Marius de Buzon, Eugène Corneau), realizando con ellos excursiones a Laghouat, Ghardaia y Bou Saada. A principios de 1926 alquiló una casa en el puerto de La Goulette por varias semanas: le gustaba más que en Cartago donde no había, decía, “ningún primer plano, apenas para hacer tres o cuatro mesas”.
El invierno de 1929 lo vio partir de nuevo hacia el Sáhara argelino,  en el que se inspiró con dibujos y acuarelas. En 1934 representó a Argel bajo la nieve pero se fue para disfrutar de los placeres del esquí. Fue ese año y el siguiente cuando Marcelle y él visitaron más a fondo Marruecos, permaneciendo en particular en Marrakech y Rabat, donde se les puso a disposición una casa con una terraza abierta a la Kasbah de los Oudayas y a la desembocadura del río. En marzo de 1939 exploraron el macizo de Aurès.
Los otros años se quedaron en Argel y Marquet se contentó, por ejemplo, en 1927 con pintar el puerto y la Place du Gouvernement desde su balcón en el Hôtel de la Régence.

### Costas francesas y riveras del Sena

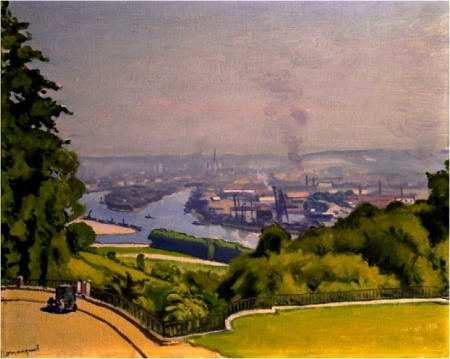
Albert Marquet, 1927 - Canteleu, après-midi de soleil - óleo sobre lienzo, 50 × 61 cm, colección particular

En Francia continental, a menudo con amigos, los Marquet viajan constantemente, casi siempre junto al agua, el mar o el río Sena.

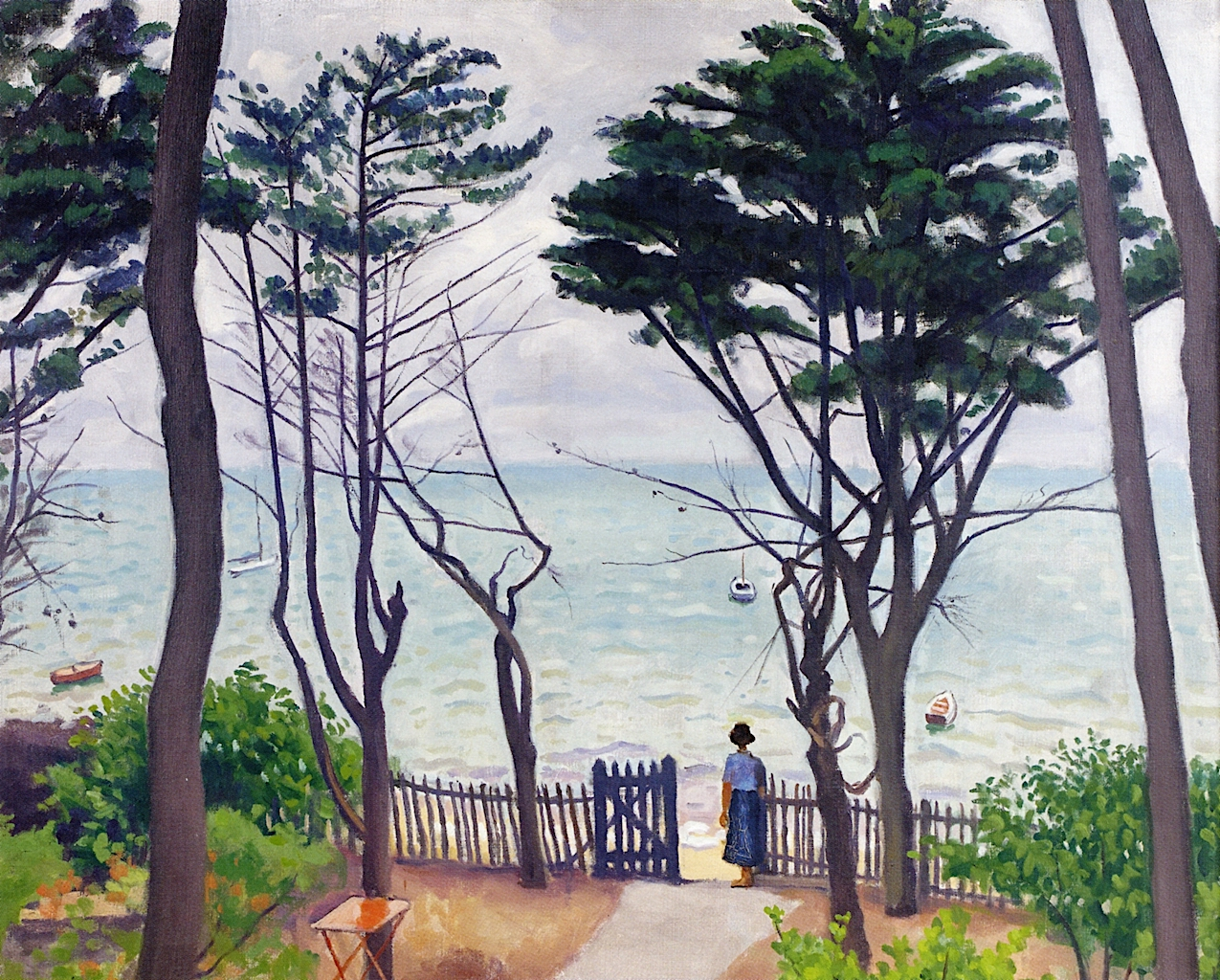
Albert Marquet, 1935 - Le jardin au Pilat - óleo sobre lienzo, 65 × 81 cm, colección particular

Algunos veranos, se planean alquileres espaciosos que pueden acomodar a la familia de Marcelle. Las vacaciones de verano de 1929, por ejemplo, se dedicaron a la natación, paseos en barco y pesca en la isla de Migneaux, cerca de Poissy; igualmente las de 1931 en Triel-sur-Seine -adonde acuden también Artigas, el escultor Pablo Gargallo y, como vecinos, Pierre Bonnard y Paul Fort -. lo mismo ocurre con las de 1935 en Pyla-sur-Mer, en la cuenca de Arcachon. Otros años la pareja elige algún puerto o balneario del Atlántico o del Mediterráneo
Los viajes siempre dejan espacio para lo inesperado: "Recuerdo nuestras hermosas partidas, escribe Marcelle: diez, doce, quince maletas, cajas y paquetes alineados en el pasillo esperando ser cargados. Armados con un estudiado itinerario en la guía Michelin, solicitados por cualquier lugar de interés, un bosque, un río […] o un pequeño sendero entre los árboles en flor, cambiamos de dirección y nos encontramos en Sète después de haber atravesado por sorpresa Bretaña y la Vendée, cuando habíamos ido a Cahors. Esto es precisamente lo que sucedió en la primavera y el verano de 1924, a veces con Henri Manguin, a veces con Jean Puy. Asimismo, en 1926, recién regresados de Túnez vía Les Baux-de-Provence, recorrieron toda la región de Hendaya entre verano y otoño.

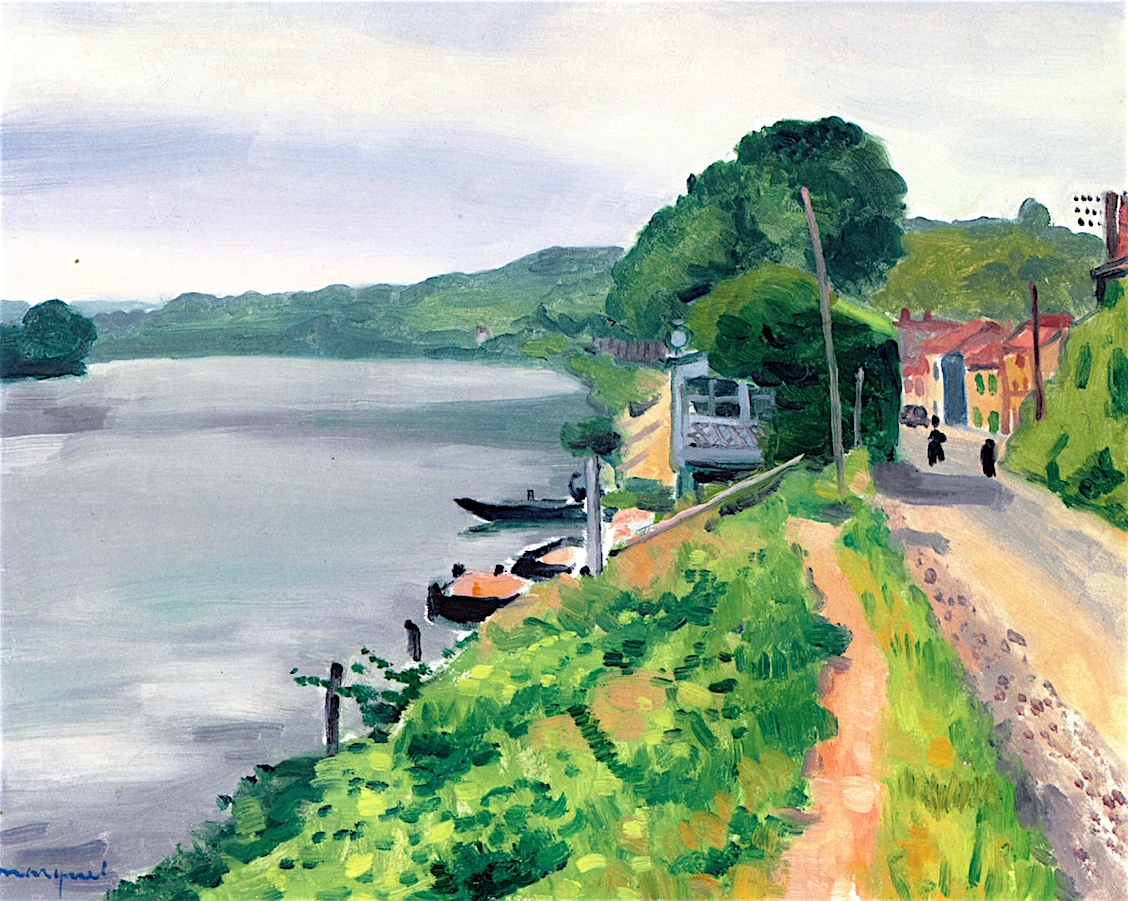
Orillas del Sena en La Frette (óleo sobre isorel, 33 × 41 cm, colección privada).

Saint-Jean-de-Luz en 1927, Audierne en 1928, Boulogne-sur-Mer en 1930, en 1932 Bretaña nuevamente y el País Vasco español, en 1933 Les Sables-d'Olonne, en 1935 Le Havre luego Niza, cerca de Matisse, Dieppe en 1937, el Sur varias veces en 1938 y las islas de Hyères al año siguiente: el tropismo del Marquet les llevaba al mar varios meses al año y el pintor traía cosechas de lienzos.
El hecho es que no puede prescindir del Sena. Era para él el único río francés, dice su mujer, ya que tenía barcas. Lo vi aburrirse a orillas del Loira, porque nada pasaba en el agua, un pobre barquito de pesca de vez en cuando, no bastaba para amenizar un paisaje inmenso y melancólico. En mayo de 1927, entre otras cosas, después de un crucero, los Marquet se quedaron en Normandía: en Vieux-Port, dieron paseos por el bosque y jugaron al ajedrez con Charles Camoin y su esposa, antes de retirarse a un hotel en Canteleu donde Marquet, a pesar del mal tiempo, pintó el puerto, los yates y las agujas de la catedral de Rouen.
Diez años más tarde, seducido por los meandros del río en Seine-et-Oise, alquiló durante dos años una casita en el pueblo de Méricourt. Iba a descansar y trabajar junto al agua o junto a la ventana, en el jardín de flores de malvarrosas. Fue en 1938 cuando el pintor André Barbier le ofreció una choza en La Frette-sur-Seine, que desde el siglo XIX atrajo a artistas y burgueses ya que está situada al pie de las colinas, cerca del camino de sirga por donde pasan las barcazas. Los Marquet la ocuparon a partir del año siguiente.
“Quizás fue en esta modesta casa en La Frette, cree Marcelle, donde Albert se sintió más a gusto. Su estudio, bien aislado en el desván, daba a un recodo del Sena, a su río… A la casa venían nuestros amigos… Albert se sentía cómodo y cobijado allí”.

### Otros horizontes

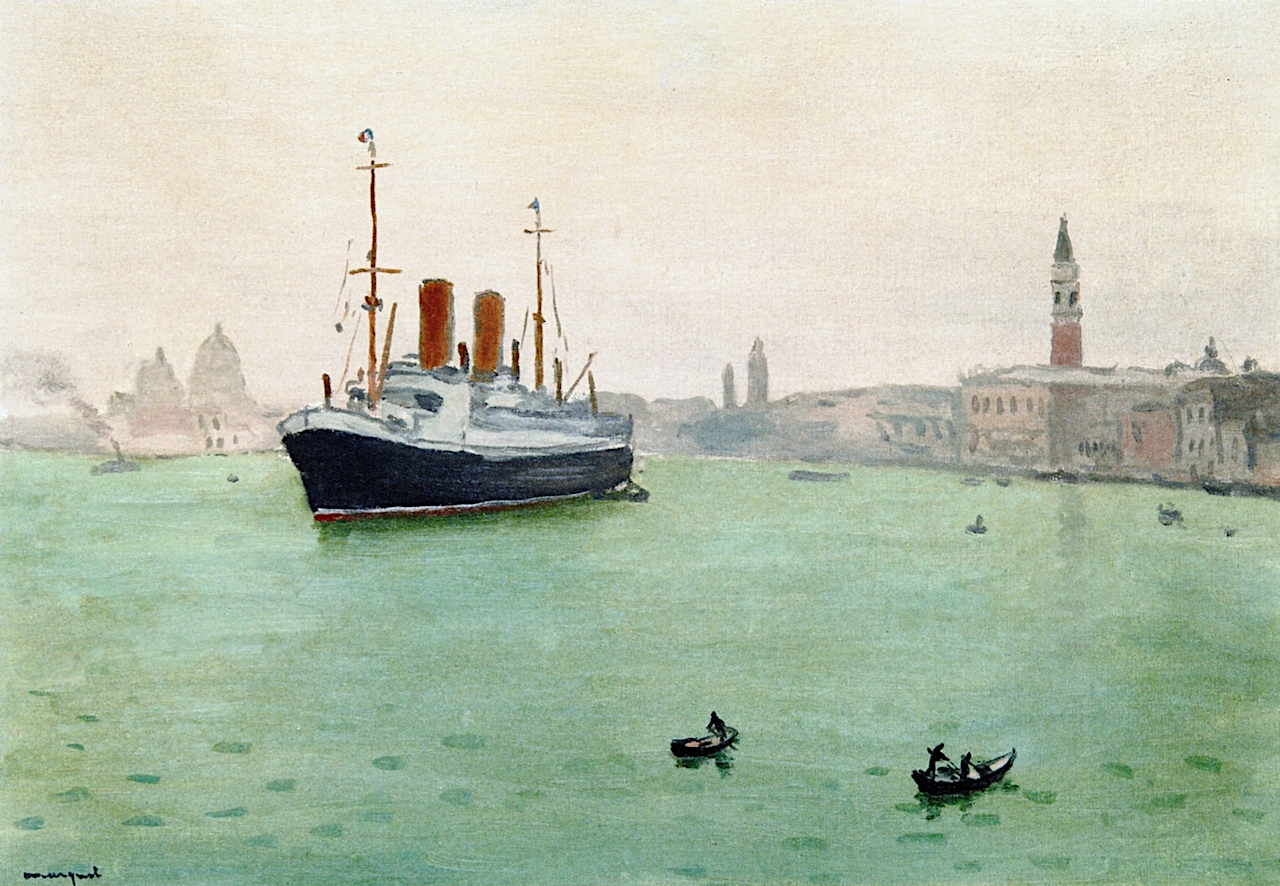
Albert Marquet, El vapor (1936, óleo sobre lienzo, 38 × 55 cm, colección particular).

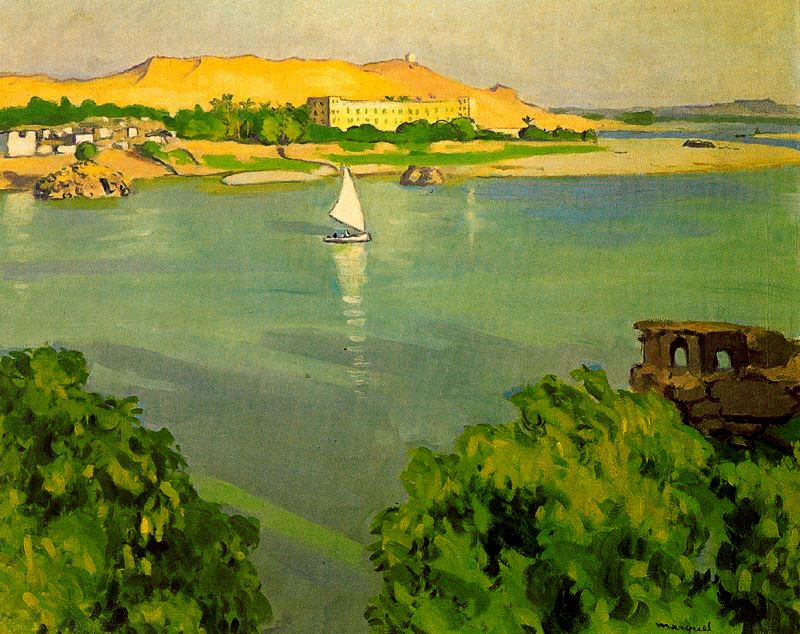
Albert Marquet - Assouan le matin - 1928

Albert y Marcelle Marquet, a veces con motivo de alguna exposición, realizaron varios viajes importantes a Europa y al Mediterráneo. A principios de junio de 1925, respondiendo a una invitación de Walter Halvorsen, partieron hacia Noruega con el pintor Pierre Deval y su mujer y regresaron a finales de septiembre tras visitar Estocolmo y sus museos. Rumbo a España con los Camoins en 1930 (Cádiz, Algeciras) y sin ellos en 1932 (Roncesvalles, Santander, Compostela, más Portugal). En 1936 los Marquet descubrieron Suiza (Lausana, Davos, Zúrich), lo que inspiró al pintor para crear una serie de lienzos sobre estaciones de deportes de invierno, luego se instalaron en Venecia de junio a septiembre y terminaron con un viaje entre Verona, Mantua, Rávena , Bolonia y Génova. Al año siguiente se quedaron en Ginebra y Montreux, desde donde Marquet pintó el lago de Ginebra y el siguiente en Ámsterdam —donde hicieron pocos contactos pero visitaron museos— antes de dos meses en Estocolmo donde el pintor trabajó intensamente y de donde regresó vía Copenhague.

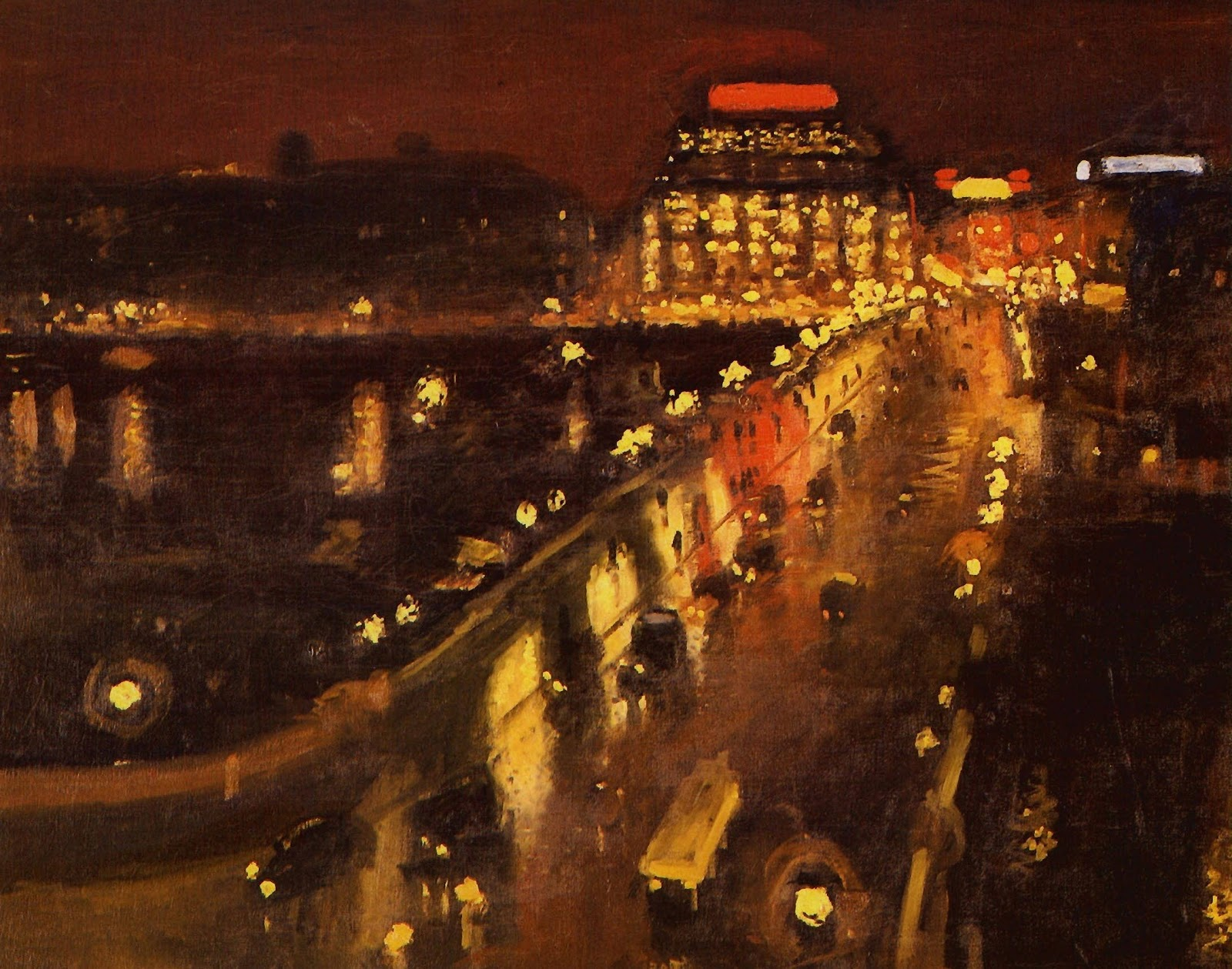
Albert Marquet - El Pont-Neuf, de noche (1935-1936, óleo sobre lienzo, 82,5 x 100,5 cm, Museo Nacional de Arte Moderno).

Su primer crucero, de marzo a mayo de 1927, los llevó a Oriente Medio en un itinerario que los cuadernos de bocetos y las acuarelas del pintor permiten recorrer: Nápoles, Palermo, El Pireo, Lesbos, Constantinopla, Jerusalén, Beirut. A principios del año siguiente, Marquet fue invitado a El Cairo para la exposición "Arte francés, 1827-1927". Allí hicieron paseos en burro y cócteles sociales escoltados por Jean Guiffrey, conservador del Museo del Louvre, y Georges Duthuit, historiador de arte yerno de Matisse. El pintor volvió a trabajar en Asuán, de donde descienden el Nilo para llegar a Argel. En abril de 1933 realizaron un largo crucero desde el Mar Egeo hasta el Mar Negro, navegando luego por el Danubio en Rumanía.
Finalmente, durante el verano de 1934, se embarcaron en Londres con todo un grupo de intelectuales franceses en un barco soviético con destino a Leningrado: supervisados por guías oficiales, celebrados por artistas soviéticos, conducidos a museos -donde Marquet fue fotografiado frente a sus lienzos— cruzan la URSS parando en Moscú, Járkov, Rostov, Tiflis y Batum. Guardan excelentes recuerdos de este viaje que terminó con un viaje al Mediterráneo en un transatlántico italiano.
Entre cada viaje, Marquet vuelve a lo que siempre ha preferido pintar en París: el Sena, sus orillas, sus puentes, los monumentos que lo bordean. En el invierno de 1928, por ejemplo, trabajó sobre los efectos de la nieve y el hielo en el Sena en una serie de vistas de la punta de la Île Saint-Louis.

### Consagración
La valoración de Marquet aumentó entre 1920 y 1940: sus cuadros se mostraban con frecuencia al público tanto en el extranjero como en Francia, y sus dos principales marchantes le eran fieles porque sus obras se vendían bien.
Druet y Bernheim renovaban periódicamente el contrato de Marquet, que por ejemplo en 1925 se comprometía durante dos años a venderles respectivamente dos tercios y un tercio de su producción. Una o varias veces al año exponen sus obras, solas o con las de otros artistas, imitados en esto por otros galeristas parisinos.
Entre los eventos en los que participa Marquet se pueden mencionar: “La Exposición Anual (grupo III)” que continúa en Druet y la “Exposición de Arte Decorativo Contemporáneo” organizada desde 1923 por el Museo de Artes Decorativas; “Soixante nus” en mayo de 1921 en Bernheim-Jeune, “Les Peintres de l'eau” en Marcel Bernheim en enero de 1924, y en primavera una exposición a beneficio de la Société des Amis du Luxembourg; en 1926 un Salón de pintores del mar y una exposición en Georges Petit con motivo del centenario del nacimiento de Gustave Moreau; todos los Salons d'Automne y en particular su jubileo a finales de 1928; el Salon du Sud-Est de Lyon y “Les fauves - L'atelier Gustave Moreau” en la Galerie de la Revue Beaux-Arts en 1934; o de nuevo, en 1937, “Albert Marquet, Charles Camoin” en la galería Mignon-Massart de Nantes y “Los maestros del arte independiente, 1895-1937” de junio a octubre en el Petit Palais, con 37 cuadros de Marquet. Por no hablar, a lo largo de este período, de exposiciones colectivas en Argel.
El editor de arte Georges Crès publicó en 1920 la primera monografía sobre Marquet, debida a su amigo George Besson y seguida en 1922 por la de François Fosca en la colección “Les Peintres français d’hui” de la NRF. El pintor expuso en solitario varias veces en la galería Druet. En diciembre de 1923, esta galería mostró una importante serie de lienzos del norte de África, y en el otoño de 1925, 117 obras representativas de su obra desde 1901. En abril de 1928, se inauguró la exposición "Albert Marquet - Obras recientes, 1926".- 1928” (50 paisajes), y en junio de 1934 otra retrospectiva, más de 50 cuadros de los últimos cuatro años. A finales de 1936, de los incluidos en la exposición “Venecia vista por Marquet”, unos treinta se agotaron muy rápidamente. Por su parte, la galería Bernheim-Jeune organizó una retrospectiva de Marquet a finales del año siguiente, donde también se le reservó la galería Elysée.
En Europa, Albert Marquet tiene los honores de la Bienal de Venecia de 1920: representado por quince lienzos en 1926, será el principal artista francés allí en 1936. Algunas de sus obras fueron enviadas a Wiesbaden en 1921 ("Arte francés en Renania"), a una galería de Londres en 1932 (treinta lienzos), a Praga en 1931, a Bucarest en 1933, a La Haya en 1936 ("Arte contemporáneo francés”), o en Estocolmo en 1938 (en la Galería de Arte Franco-Sueca). La Galerie Georges Giroux de Bruselas, que inauguró un Salón de pintores franceses en la primavera de 1924, que incluía una decena de obras de Marquet, presentó otras dos años después; el pintor también estuvo asociado a la sección de pintura de la Real Academia de Bélgica a principios de 1932. También fue apreciado en Suiza: de octubre a noviembre de 1934, el Museo de Arte e Historia de Ginebra dedicó una exposición a "Bonnard, Marquet, Roussel y Vuillard" para la que Bernheim-Jeune prestó veinte lienzos que ilustraban los viajes de Marquet, y se le otorgó un lugar privilegiado en la misma ciudad, solo, a principios de 1937; el año anterior, fue en Lausana (galería Paul Vallotton) y en Zúrich (galería Aktuaryus). En 1939, la Kunsthalle de Basilea le abrió las puertas junto a Pierre Laprade y algunos otros.
La obra de Marquet irradia incluso fuera de Europa: es uno de los artistas franceses contemporáneos revelados en 1924 en Tokio y Osaka, así como en San Francisco ("Arte francés"). Además de Nueva York, Chicago (“Un siglo de progreso”) o incluso Buenos Aires 104, fue expuesto varias veces en el Instituto Carnegie de Pittsburgh y obtuvo allí en diciembre de 1938 la “Primera Mención de Honor” por su cuadro Le Pont-Neuf, por la noche.

## Legado
Aunque señala que Marquet es considerado un pintor menor, John McLean, pintor inglés, es uno de quienes piensan que «su sentido del color, la claridad o la oscuridad y la saturación de él, su peso, es nada menos que asombroso.»
Marquet fue admirado en particular por los pintores estadounidenses Leland Bell y su esposa Louisa Matthiasdottir. Aún es admirado por los contemporáneos de Bell Al Kresch y Gabriel Laderman. Puesto que tanto Bell como Laderman eran importantes maestros en varias escuelas de arte estadounidenses, tuvieron una gran influencia en los jóvenes artistas figurativos estadounidenses y su apreciación por Marquet.

## Obras
- Fuenterrabía nublado

## Galería

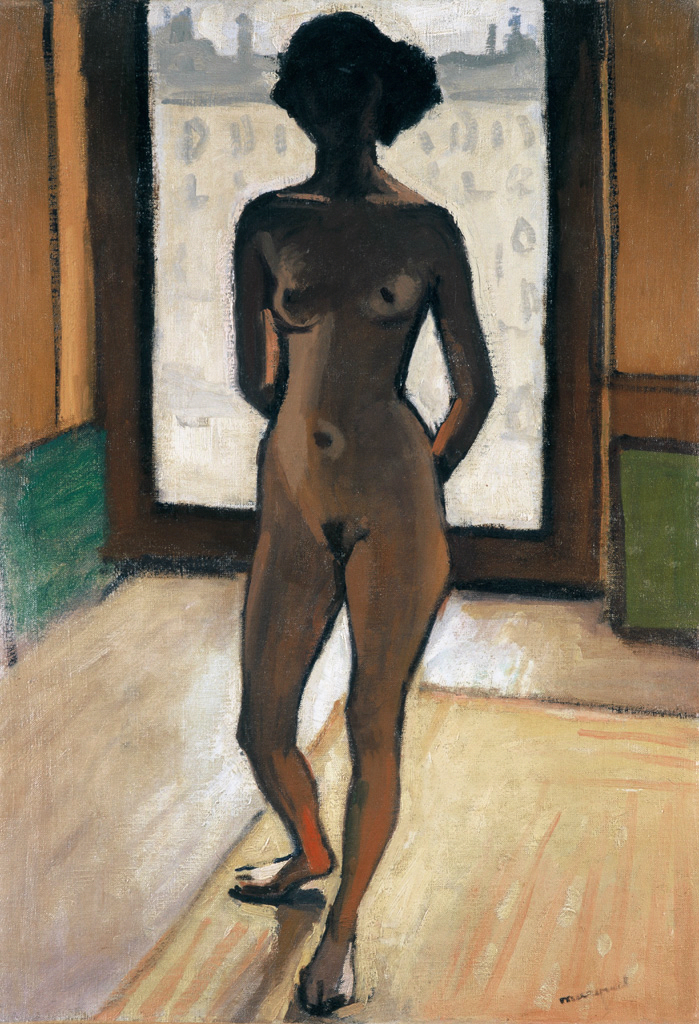
Desnudo contra la luz, 1909, Museo de Bellas Artes de Burdeos.
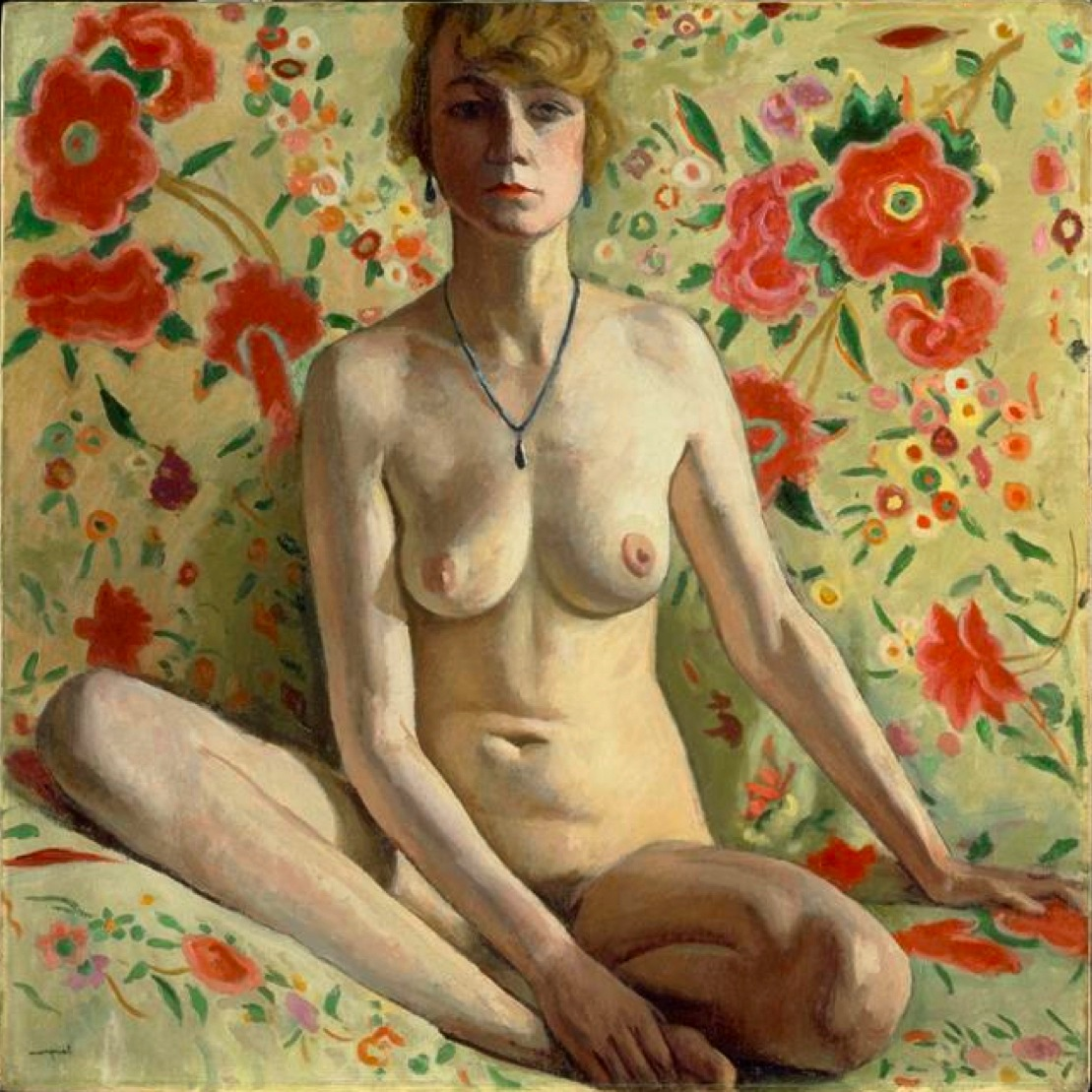
La mujer rubia, 1919, Centro Pompidou, Paris.
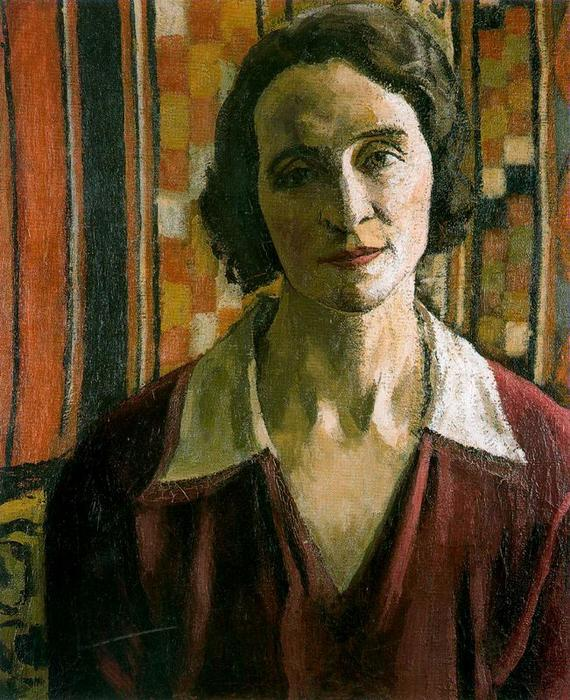
Retrato de Marcelle Marquet, 1931, Museo de Bellas Artes de Burdeos.
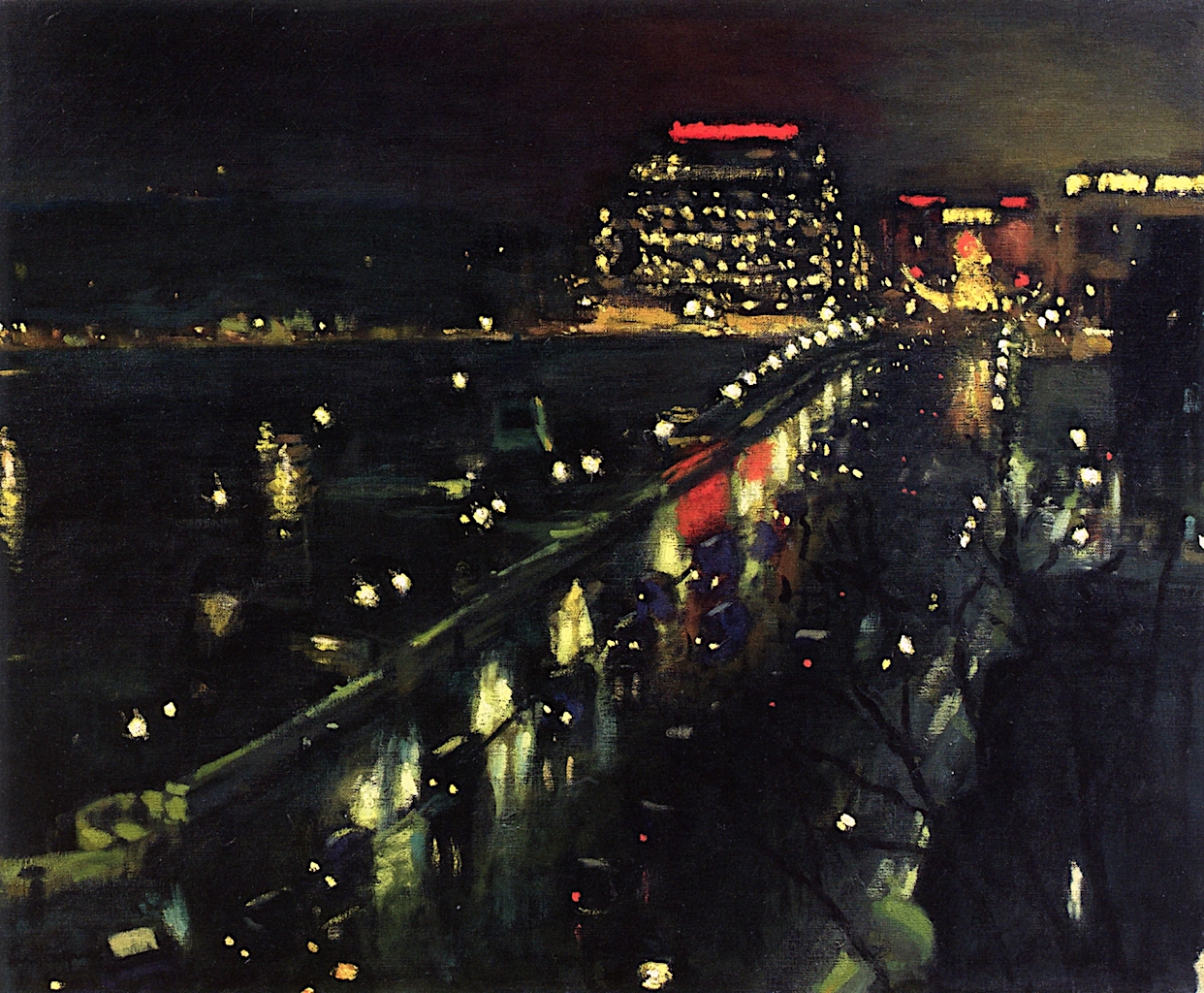
El Pont-Neuf de noche, 1935, Centro Pompidou, París.
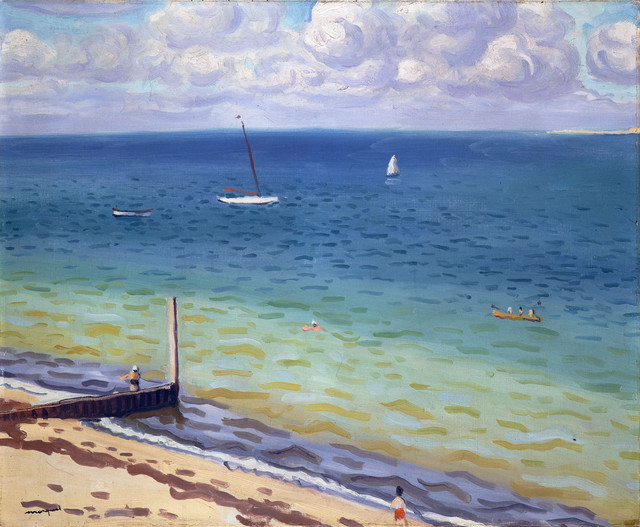
Le Pilat, 1935, Museo de Bellas Artes de Burdeos.
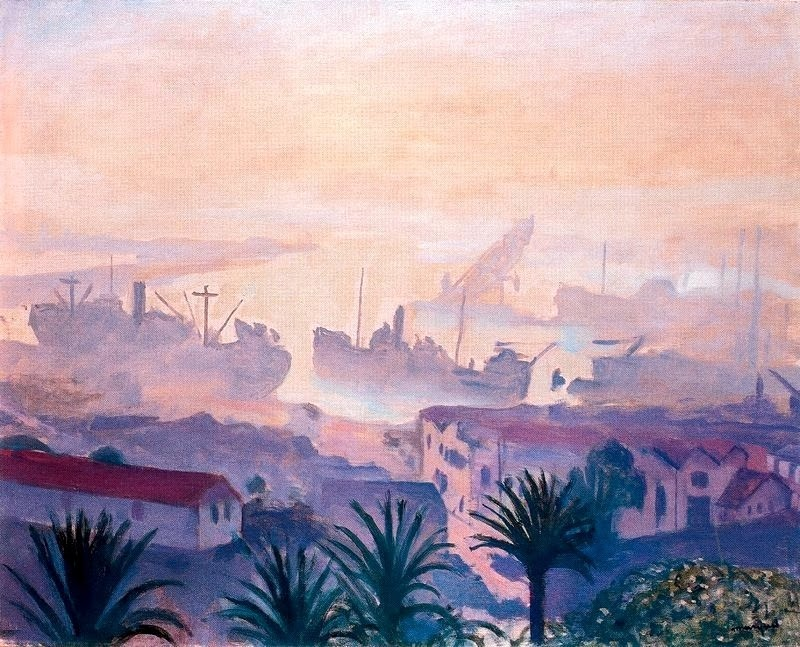
El puerto de Argel con bruma, 1943, Museo de Bellas Artes de Burdeos.

## Repercusión de su obra
A principios del siglo XXI, pocos museos importantes franceses e internacionales mostraban al público todas sus pinturas de Albert Marquet. La obra de Marquet correspondía bien al gusto de los coleccionistas franceses del período de entreguerras "que no entendían la abstracción, no eran muy aficionados al cubismo y amaban los paisajes". Pero incluso antes de su muerte fue relegado paulatinamente “al ambiente de coleccionistas eruditos, fieles pero envejecidos”. Su viuda se da cuenta de que la perpetuación de su obra pasará por su ciudad natal. También donó muchas de las pinturas de su esposo al Museo de Bellas Artes de Burdeos. Hasta la década de 1980, las donaciones fueron escalonadas, incluidas las de George Besson en 1963 y la de Pierre Lévy al Museo de Arte Moderno de Troyes en 1988. Pero esto no garantizaba que las pinturas de Marquet fueran colgadas, la mayoría permanecieron almacenadas o estaban dispersas, como los del Museo Nacional de Arte Moderno, en museos regionales.
Si durante su vida el pintor fue criticado regularmente con ciertos reproches (falta de sensualidad, de imaginación interpretativa o cromática), el sentido de los valores y la luz de este buen observador del espacio fueron elogiados regularmente pero por una crítica —la de Besson, Jourdain, Vauxcelles, más literaria que analítica, que fue desdeñada. En la segunda mitad del siglo XX, Marquet fue más criticado que nunca por haber realizado una pintura demasiado agradable al "público en general", demasiado poco inquietante. Ya no es el momento del fauvismo o del impresionismo, a los que sigue asimilado, sino de las vanguardias, en particular de la investigación sobre la planitud. El espíritu poco aventurero de Marquet -deplorado por Matisse-, el hecho de que vuelva incansablemente a los mismos elementos que ha hecho suyos de una vez por todas, la exploración formal que no le interesa, su rechazo a cualquier posicionamiento teórico, su propio sentido del espacio pueden haberle hecho un flaco favor. “Bastó para que la obra de Marquet se volviera aún más olvidada."
Aparte de aquellas en las que aparece, entre otras, se le dedican varias exposiciones en los años posteriores a su muerte, en Francia y en Europa, pero, a partir de 1948 y fuera de las galerías, no en París. No fue hasta 1975 que la retrospectiva, que salió de Burdeos y luego se envió a Múnich, se alojó en el Musée de l'Orangerie.
De hecho, el arte de Marquet parece haber sido apreciado continuamente en Rusia. Después de la Revolución de Octubre, las importantes colecciones de Sergei Chtchoukine e Iván Morozov habían sido nacionalizadas por decreto y agrupadas en un Museo Estatal del Nuevo Arte Occidental, al que Marquet ofreció algunas obras gráficas durante su visita del 16 de agosto de 1934. Al final de la época estalinista, las pinturas de los dos coleccionistas se repartieron entre el Museo del Hermitage de San Petersburgo y el Museo Pouchkine, este último dedicó una sala a las de Albert Marquet, a quien ciertos artistas rusos seguían hasta el punto de ser llamados “Marquistas”.
Por otra parte y en conjunto, aunque muy presente en las colecciones, Marquet, que al igual que Bonnard o Dufy encarna una cierta tradición francesa del paisajismo, ocupa un lugar similar al que todavía les correspondía no hace mucho: a la vez esencial y un tanto aislado, incluso secundario.

## Principales exposiciones de Marquet en el sigloXXI
En 2003, el Museo Nacional de Arte Moderno exportó su colección a Troyes como parte de un evento titulado “Albert Marquet, del fauvismo al impresionismo”. A principios del siglo XXI, el renovado interés que despierta la obra entre los historiadores del arte viene marcado en la capital por las exposiciones del Museo Carnavalet ("Vistas de París e Île-de-France", 2004-2005), el Museo Nacional Marítimo (“Rutas Marítimas”, 2008-2009) y el Museo de Arte Moderno de París (“Pintor del tiempo suspendido”, 2016), esta última organizado en colaboración con el Moscow Pushkin Arts.
- « Albert Marquet », Museo des Bellas Artes de Bilbao, 16 de enero -16 de abril de 2001.
- « Albert Marquet, journal de bord en Méditerranée », Saint-Tropez, musée de l'Annonciade, 2 juin-1er octubre 2001.
- « Albert Marquet, peintures et dessins », musée des Beaux-Arts de Bordeaux, été 2002.
- « Albert Marquet, du fauvisme à l'impressionnisme. Les œuvres des collections du Centre Pompidou, Musée national d'art moderne, et du musée d'Art moderne de Troyes », musée d'Art moderne de Troyes, 31 janvier-31 mars 2003.
- « Albert Marquet au fil de l'eau », Quebec, musée national des beaux-arts du Québec, 29 de mayo-7 de septiembre de 2003.
- « Marquet. Vues de Paris et d'Île-de-France », París, musée Carnavalet, 20 de octubre de 2004-23 de enero de 2005.
- « Albert Marquet. Itinéraires maritimes », París, musée national de la Marine, 15 de octubre de 2008-2 de febrero de 2009.
- « Albert Marquet. Les bords de Seine, de Paris à la côte normande », Pontoise, musée Tavet-Delacour, 13 de octubre de 2013-16 de febrero de 2014.
- « Albert Marquet. Peintre du temps suspendu », París, musée d'Art moderne de Paris, 13 de marzo-21 de agosto de 2016.
- « Albert Marquet », Moscou, musée des Beaux-Arts Pouchkine, 26 septembre 2016-8 janvier 2017.